# ITF Women's Circuit aprile-giugno 2013
Questo è il calendario completo degli eventi ITF femminili svoltisi tra aprile e giugno 2013, con i risultati in progressione dai quarti di finale.

## Legenda
| Torneo da $100.000 |
| Torneo da $75.000  |
| Torneo da $50.000  |
| Torneo da $25.000  |
| Torneo da $15.000  |
| Torneo da $10.000  |

## Aprile
| Settimana | Torneo | Vincitrici                                                  | Finaliste                                         | Semifinaliste                              | Eliminate ai quarti                                                                 |
| --------- | --- | ----------------------------------------------------------- | ------------------------------------------------- | ------------------------------------------ | ----------------------------------------------------------------------------------- |
| 1º aprile | St. Dominic USTA Pro Circuit $25,000 Women's Challenger 2013 Jackson, Stati Uniti Terra rossa $25,000 Singolare - Doppio | Laura Siegemund 6–4, 6–0                                    | Florencia Molinero                                | Allie Kiick Maša Zec Peškirič              | Arantxa Parra Santonja Lara Michel Conny Perrin Sandra Roma                         |
| 1º aprile | St. Dominic USTA Pro Circuit $25,000 Women's Challenger 2013 Jackson, Stati Uniti Terra rossa $25,000 Singolare - Doppio | Ilona Kramen' Angelique van der Meet 6–3, 6–4               | María Fernanda Álvarez Terán Verónica Cepede Royg | Allie Kiick Maša Zec Peškirič              | Arantxa Parra Santonja Lara Michel Conny Perrin Sandra Roma                         |
| 1º aprile | Open GDF SUEZ de Bourgogne 2013 Digione, Francia Cemento (indoor) $15,000 Singolare - Doppio                             | Kristina Barrois 6–3, 7–5                                   | Elica Kostova                                     | Julie Coin An-Sophie Mestach               | Emily Webley-Smith Caitlin Whoriskey Alberta Brianti Amra Sadiković                 |
| 1º aprile | Open GDF SUEZ de Bourgogne 2013 Digione, Francia Cemento (indoor) $15,000 Singolare - Doppio                             | Nicole Clerico Giulia Gatto-Monticone 6–4, 6–2              | Elica Kostova Marina Šamajko                      | Julie Coin An-Sophie Mestach               | Emily Webley-Smith Caitlin Whoriskey Alberta Brianti Amra Sadiković                 |
| 1º aprile | Jolie Ville Golf Women's 12 2013 Sharm el-Sheikh, Egitto Cemento $10,000 Singolare - Doppio                              | Doroteja Erić 7–6(4), 3–6, 6–3                              | Martina Kubičíková                                | Anastasija Sajtova Juan Ting-fei           | Rebecca Peterson Justine De Sutter Sylwia Zagórska Ekaterina Jašina                 |
| 1º aprile | Jolie Ville Golf Women's 12 2013 Sharm el-Sheikh, Egitto Cemento $10,000 Singolare - Doppio                              | Justine De Sutter Elise Mertens 6–1, 6–4                    | Alina Micheeva Jillian O'Neill                    | Anastasija Sajtova Juan Ting-fei           | Rebecca Peterson Justine De Sutter Sylwia Zagórska Ekaterina Jašina                 |
| 1º aprile | Heraklion Hellenic Zeus Circuit 2013 Candia, Grecia Sintetico $10,000 Singolare - Doppio                                 | Teodora Mirčić 6–0, 6–1                                     | Aleksandra Karamanoleva                           | Sara Sussarello Joana Vale Costa           | Stephanie Scimone Julija Stamatova Matilda Hamlin Despina Papamichail               |
| 1º aprile | Heraklion Hellenic Zeus Circuit 2013 Candia, Grecia Sintetico $10,000 Singolare - Doppio                                 | Vivien Juhászová Teodora Mirčić 7–5, 6(7)–7, [10–4]         | Giulia Sussarello Sara Sussarello                 | Sara Sussarello Joana Vale Costa           | Stephanie Scimone Julija Stamatova Matilda Hamlin Despina Papamichail               |
| 1º aprile | Torneo Internacional Ciutat de Torrent 2013 Torrent, Spagna Terra rossa $10,000 Singolare - Doppio                       | Dinah Pfizenmaier 6–3, 6–1                                  | Justine Ozga                                      | Eduarda Piai Andrea Gámiz                  | Kateryna Sljusar' Mayar Sherif Olga Sáez Larra Sofija Kovalec                       |
| 1º aprile | Torneo Internacional Ciutat de Torrent 2013 Torrent, Spagna Terra rossa $10,000 Singolare - Doppio                       | Tatiana Búa Andrea Gámiz 6–1, 6–0                           | Yasmine Guimarães Rita Vilaça                     | Eduarda Piai Andrea Gámiz                  | Kateryna Sljusar' Mayar Sherif Olga Sáez Larra Sofija Kovalec                       |
| 1º aprile | Tennis Organisation 5 2013 Adalia, Turchia Cemento $10,000 Singolare - Doppio                                            | Viktorija Golubic 6–4, 6–2                                  | Ellen Allgurin                                    | Petra Krejsová Melis Sezer                 | Tereza Martincová Oksana Kalašnikova Chantal Škamlová Başak Eraydın                 |
| 1º aprile | Tennis Organisation 5 2013 Adalia, Turchia Cemento $10,000 Singolare - Doppio                                            | Viktorija Golubic Katharina Lehnert 5–7, 6–3, [10–7]        | Martina Borecká Petra Krejsová                    | Petra Krejsová Melis Sezer                 | Tereza Martincová Oksana Kalašnikova Chantal Škamlová Başak Eraydın                 |
| 8 aprile  | Internacional Femenil Poza Rica 2013 Poza Rica, Messico Cemento $25,000 Singolare - Doppio                               | Jovana Jakšić 2–6, 6–3, 6–4                                 | Julia Cohen                                       | María Irigoyen Marcela Zacarías            | Alla Kudrjavceva Al'ona Sotnikova Mailen Auroux Stéphanie Dubois                    |
| 8 aprile  | Internacional Femenil Poza Rica 2013 Poza Rica, Messico Cemento $25,000 Singolare - Doppio                               | María Fernanda Álvarez Terán Maria Fernanda Alves 6–2, 6–3  | Stéphanie Dubois Ol'ha Savčuk                     | María Irigoyen Marcela Zacarías            | Alla Kudrjavceva Al'ona Sotnikova Mailen Auroux Stéphanie Dubois                    |
| 8 aprile  | ITF Women's La Marsa 2013 La Marsa, Tunisia Terra rossa $25,000 Singolare - Doppio                                       | Yvonne Meusburger 6–3, 6–4                                  | Viktorija Kan                                     | Jana Bučina Réka-Luca Jani                 | Gioia Barbieri Nastja Kolar Sara Sorribes Tormo Jasmina Tinjic                      |
| 8 aprile  | ITF Women's La Marsa 2013 La Marsa, Tunisia Terra rossa $25,000 Singolare - Doppio                                       | Réka-Luca Jani Evgenija Paškova 6–3, 4–6, [10–5]            | Danka Kovinić Laura Pigossi                       | Jana Bučina Réka-Luca Jani                 | Gioia Barbieri Nastja Kolar Sara Sorribes Tormo Jasmina Tinjic                      |
| 8 aprile  | AEGON Pro Series Edgbaston 2013 Edgbaston, Regno Unito Cemento (indoor) $25,000 Singolare - Doppio                       | Ekaterina Byčkova 6–4, 6–3                                  | Angelica Moratelli                                | Julie Coin Tara Moore                      | Çağla Büyükakçay Amandine Hesse Giulia Gatto-Monticone Samantha Murray              |
| 8 aprile  | AEGON Pro Series Edgbaston 2013 Edgbaston, Regno Unito Cemento (indoor) $25,000 Singolare - Doppio                       | Kristina Barrois Ana Vrljić 6–4, 7–6(2)                     | Richèl Hogenkamp Stephanie Vogt                   | Julie Coin Tara Moore                      | Çağla Büyükakçay Amandine Hesse Giulia Gatto-Monticone Samantha Murray              |
| 8 aprile  | Pelham Racquet Club Women's $25K Pro Circuit Challenger 2013 Pelham, Stati Uniti Terra rossa $25,000 Singolare - Doppio  | Mariana Duque Mariño 1-6, 6-3, 6-4                          | Kurumi Nara                                       | Jessica Pegula Ashleigh Barty              | Chanelle Scheepers Claire Feuerstein Sharon Fichman Mónica Puig                     |
| 8 aprile  | Pelham Racquet Club Women's $25K Pro Circuit Challenger 2013 Pelham, Stati Uniti Terra rossa $25,000 Singolare - Doppio  | Ashleigh Barty Arina Rodionova 6–4, 6–2                     | Kao Shao-yuan Lee Hua-chen                        | Jessica Pegula Ashleigh Barty              | Chanelle Scheepers Claire Feuerstein Sharon Fichman Mónica Puig                     |
| 8 aprile  | Bluesun Bol Ladies Open 2013 Bol, Croazia Terra rossa $10,000 Singolare - Doppio                                         | Ágnes Bukta 5–7, 6–2, 7–5                                   | Bernarda Pera                                     | Sofija Kovalec Barbora Krejčíková          | Zuzana Zlochová Chantal Škamlová Karin Morgošová Estelle Guisard                    |
| 8 aprile  | Bluesun Bol Ladies Open 2013 Bol, Croazia Terra rossa $10,000 Singolare - Doppio                                         | Barbora Krejčíková Polina Lejkina 6–3, 6–3                  | Jana Fett Bernarda Pera                           | Sofija Kovalec Barbora Krejčíková          | Zuzana Zlochová Chantal Škamlová Karin Morgošová Estelle Guisard                    |
| 8 aprile  | Jolie Ville Golf Women's 13 2013 Sharm el-Sheikh, Egitto Cemento $10,000 Singolare - Doppio                              | Arabela Fernández Rabener 6–4, 6–3                          | Natalia Kolat                                     | Elise Mertens Olga Brózda                  | Julija Kalabina Rebecca Peterson Janina Toljan Alix Collombon                       |
| 8 aprile  | Jolie Ville Golf Women's 13 2013 Sharm el-Sheikh, Egitto Cemento $10,000 Singolare - Doppio                              | Juan Ting-fei Julija Kalabina 6–3, 6–4                      | Nikola Franková Michaela Frlicka                  | Elise Mertens Olga Brózda                  | Julija Kalabina Rebecca Peterson Janina Toljan Alix Collombon                       |
| 8 aprile  | Heraklion Hellenic Zeus Circuit 2 2013 Heraklion, Grecia Sintetico $10,000 Singolare - Doppio                            | Karin Kennel 6–1, 3–6, 6–3                                  | Anna Floris                                       | Tamara Čurović Valentini Grammatikopoulou  | Giulia Sussarello Julija Stamatova Joana Vale Costa Vivien Juhászová                |
| 8 aprile  | Heraklion Hellenic Zeus Circuit 2 2013 Heraklion, Grecia Sintetico $10,000 Singolare - Doppio                            | Marina Mel'nikova Teodora Mirčić 6–1, 6–4                   | Despina Papamichail Giulia Sussarello             | Tamara Čurović Valentini Grammatikopoulou  | Giulia Sussarello Julija Stamatova Joana Vale Costa Vivien Juhászová                |
| 8 aprile  | Tennis Organisation 6 2013 Antalya, Turchia Cemento $10,000 Singolare - Doppio                                           | Viktorija Golubic 6–2, 6–3                                  | Katharina Lehnert                                 | Bárbara Luz Anita Husaric                  | Francesca Rescaldani Beatriz Haddad Maia Tamara Bižukova Kristýna Hrabalová         |
| 8 aprile  | Tennis Organisation 6 2013 Antalya, Turchia Cemento $10,000 Singolare - Doppio                                           | Irina Maria Bara Diana Buzean 7–5, 6–1                      | Beatriz Haddad Maia Bárbara Luz                   | Bárbara Luz Anita Husaric                  | Francesca Rescaldani Beatriz Haddad Maia Tamara Bižukova Kristýna Hrabalová         |
| 15 aprile | Dothan Pro Tennis Classic 2013 Dothan, Stati Uniti Terra verde $50,000 Singolare - Doppio                                | Ajla Tomljanović 2–6, 6–4, 6–3                              | Zhang Shuai                                       | Alison Riske Irina Falconi                 | Shelby Rogers Alexa Glatch Jessica Pegula Tatjana Maria                             |
| 15 aprile | Dothan Pro Tennis Classic 2013 Dothan, Stati Uniti Terra verde $50,000 Singolare - Doppio                                | Julia Cohen Tatjana Maria 6–4, 4–6, 11–9]                   | Irina Falconi Maria Sanchez                       | Alison Riske Irina Falconi                 | Shelby Rogers Alexa Glatch Jessica Pegula Tatjana Maria                             |
| 15 aprile | Namangan Women's Tournament 2013 Namangan, Uzbekistan Cemento $25,000 Singolare - Doppio                                 | Nadežda Kičenok 6–2, 6–3                                    | Oksana Kalašnikova                                | Aleksandra Panova Çağla Büyükakçay         | Valentina Ivachnenko Sofia Shapatava Ekaterina Byčkova Ekaterina Jašina             |
| 15 aprile | Namangan Women's Tournament 2013 Namangan, Uzbekistan Cemento $25,000 Singolare - Doppio                                 | Albina Khabibulina Anastasіja Vasyl'jeva 6–3, 6–3           | Valentina Ivachnenko Ksenia Palkina               | Aleksandra Panova Çağla Büyükakçay         | Valentina Ivachnenko Sofia Shapatava Ekaterina Byčkova Ekaterina Jašina             |
| 15 aprile | Solaris Sibenik Open 2013 Sebenico, Croazia Terra rossa $10,000 Singolare - Doppio                                       | Ágnes Bukta 6–3, 6–2                                        | Barbora Krejčíková                                | Bernarda Pera Sofija Kovalec               | Bianca Hîncu Sina Haas Tjaša Šrimpf Polona Reberšak                                 |
| 15 aprile | Solaris Sibenik Open 2013 Sebenico, Croazia Terra rossa $10,000 Singolare - Doppio                                       | Barbora Krejčíková Polina Lejkina 3–6, 6–3, [12–10]         | Cindy Burger Anna Klasen                          | Bernarda Pera Sofija Kovalec               | Bianca Hîncu Sina Haas Tjaša Šrimpf Polona Reberšak                                 |
| 15 aprile | Jolie Ville Golf Women's 14 2013 Sharm el-Sheikh, Egitto Cemento $10,000 Singolare - Doppio                              | Elise Mertens 6–4, 6–3                                      | Arabela Fernández Rabener                         | Olga Brózda Elena-Teodora Cadar            | Elica Kostova Anja Prislan Justine De Sutter Ol'ga Dorošina                         |
| 15 aprile | Jolie Ville Golf Women's 14 2013 Sharm el-Sheikh, Egitto Cemento $10,000 Singolare - Doppio                              | Olga Brózda Natalia Kołat 6–3, 6–1                          | Ol'ga Dorošina Laura Pigossi                      | Olga Brózda Elena-Teodora Cadar            | Elica Kostova Anja Prislan Justine De Sutter Ol'ga Dorošina                         |
| 15 aprile | Heraklion Hellenic Zeus Circuit 3 2013 Heraklion, Grecia Sintetico $10,000 Singolare - Doppio                            | Michaëlla Krajicek 3–6, 6–2, 6–4                            | Indy de Vroome                                    | Nuria Párrizas Díaz Kathinka von Deichmann | Anna Floris Nikola Vajdová Amy Bowtell Marina Mel'nikova                            |
| 15 aprile | Heraklion Hellenic Zeus Circuit 3 2013 Heraklion, Grecia Sintetico $10,000 Singolare - Doppio                            | Michaëlla Krajicek Indy de Vroome 6–0, 5–7, [10–8]          | Rosalie van der Hoek Yuka Mori                    | Nuria Párrizas Díaz Kathinka von Deichmann | Anna Floris Nikola Vajdová Amy Bowtell Marina Mel'nikova                            |
| 15 aprile | Chennai ITF Women's 2013 Chennai, India Terra rossa $10,000 Singolare - Doppio                                           | Ankita Raina 6–3, 6–1                                       | Natasha Palha                                     | Barbara Bonić Angelique Svinos             | Eetee Maheta Prarthana Thombare Mahitha Dadi Reddy Wang Xiyao                       |
| 15 aprile | Chennai ITF Women's 2013 Chennai, India Terra rossa $10,000 Singolare - Doppio                                           | Natasha Palha Prarthana Thombare 5–7, 6–3, [10–6]           | Rushmi Chakravarthi Ankita Raina                  | Barbara Bonić Angelique Svinos             | Eetee Maheta Prarthana Thombare Mahitha Dadi Reddy Wang Xiyao                       |
| 15 aprile | Tennis Organisation 7 2013 Antalya, Turchia Cemento $10,000 Singolare - Doppio                                           | Beatriz Haddad Maia 6–4, 6–3                                | Tereza Martincová                                 | Hanna Poznichirenko Korina Perkovic        | Majja Kacitadze Mai Minokoshi Susanne Celik Pemra Özgen                             |
| 15 aprile | Tennis Organisation 7 2013 Antalya, Turchia Cemento $10,000 Singolare - Doppio                                           | Andrea Benítez Carla Forte 6–2, 6–4                         | Irina Maria Bara Diana Buzean                     | Hanna Poznichirenko Korina Perkovic        | Majja Kacitadze Mai Minokoshi Susanne Celik Pemra Özgen                             |
| 22 aprile | ITF Women's Circuit Wenshan 2013 Wenshan, Cina Cemento $50,000 Singolare - Doppio                                        | Zhang Yuxuan 1–6, 7–6(4), 6–2                               | Qiang Wang                                        | Duan Yingying Zheng Saisai                 | Zhang Kailin Sun Shengnan Zarina Dijas Varatchaya Wongteanchai                      |
| 22 aprile | ITF Women's Circuit Wenshan 2013 Wenshan, Cina Cemento $50,000 Singolare - Doppio                                        | Miki Miyamura Varatchaya Wongteanchai 7–5, 6–3              | Rika Fujiwara Junri Namigata                      | Duan Yingying Zheng Saisai                 | Zhang Kailin Sun Shengnan Zarina Dijas Varatchaya Wongteanchai                      |
| 22 aprile | Lale Cup 2013 Istanbul, Turchia Cemento $50,000 Singolare - Doppio                                                       | Donna Vekić 6–4, 7–6(4)                                     | Elizaveta Kuličkova                               | Vera Duševina Ana Vrljić                   | Kristína Kučová Julija Bejhel'zymer Noppawan Lertcheewakarn Kristýna Plíšková       |
| 22 aprile | Lale Cup 2013 Istanbul, Turchia Cemento $50,000 Singolare - Doppio                                                       | Ekaterina Byčkova Nadežda Kičenok 3–6, 6–2, [10–5]          | Başak Eraydın Aleksandrina Najdenova              | Vera Duševina Ana Vrljić                   | Kristína Kučová Julija Bejhel'zymer Noppawan Lertcheewakarn Kristýna Plíšková       |
| 22 aprile | Boyd Tinsley Women's Clay Court Classic 2013 Charlottesville, Stati Uniti Terra verde $50,000 Singolare - Doppio         | Shelby Rogers 6–3, 7–5                                      | Allie Kiick                                       | Madison Brengle Patricia Mayr-Achleitner   | Ilona Kramen' Julia Cohen Allie Will Nicole Gibbs                                   |
| 22 aprile | Boyd Tinsley Women's Clay Court Classic 2013 Charlottesville, Stati Uniti Terra verde $50,000 Singolare - Doppio         | Nicola Slater Coco Vandeweghe 6–3, 7–6(4)                   | Nicole Gibbs Shelby Rogers                        | Madison Brengle Patricia Mayr-Achleitner   | Ilona Kramen' Julia Cohen Allie Will Nicole Gibbs                                   |
| 22 aprile | ITF Women's Circuit Chiasso 2013 Chiasso, Svizzera Terra rossa $25,000 Singolare - Doppio                                | Alison Van Uytvanck 7–6(2), 6–3                             | Katarzyna Kawa                                    | Lucie Hradecká Giulia Gatto-Monticone      | Alexandra Dulgheru Anna Remondina Karin Kennel Viktorija Golubic                    |
| 22 aprile | ITF Women's Circuit Chiasso 2013 Chiasso, Svizzera Terra rossa $25,000 Singolare - Doppio                                | Diāna Marcinkēviča Aljaksandra Sasnovič 6(2)–7, 6–4, [10–7] | Nicole Clerico Giulia Gatto-Monticone             | Lucie Hradecká Giulia Gatto-Monticone      | Alexandra Dulgheru Anna Remondina Karin Kennel Viktorija Golubic                    |
| 22 aprile | Chang ITF Thailand Pro Circuit Phuket 2013 Phuket, Thailandia Cemento indoor $25,000 Singolare - Doppio                  | Luksika Kumkhum 6–0, 7–5                                    | Lisa Whybourn                                     | Melanie Klaffner Peangtarn Plipuech        | Zuzana Zlochová Alison Bai Naomi Broady Kamonwan Buayam                             |
| 22 aprile | Chang ITF Thailand Pro Circuit Phuket 2013 Phuket, Thailandia Cemento indoor $25,000 Singolare - Doppio                  | Nicha Lertpitaksinchai Peangtarn Plipuech 6–3, 5–7, [11–9]  | Tara Moore Melanie South                          | Melanie Klaffner Peangtarn Plipuech        | Zuzana Zlochová Alison Bai Naomi Broady Kamonwan Buayam                             |
| 22 aprile | ITF Womens Tennis Club de Tunis 2013 Tunisi, Tunisia Terra rossa $25,000 Singolare - Doppio                              | Ons Jabeur 6–3, 6–2                                         | Sara Sorribes Tormo                               | Daniela Seguel Viktorija Kan               | Andrea Gámiz Jana Bučina Angelica Moratelli Mădălina Gojnea                         |
| 22 aprile | ITF Womens Tennis Club de Tunis 2013 Tunisi, Tunisia Terra rossa $25,000 Singolare - Doppio                              | Aleksandra Krunić Katarzyna Piter 6–2, 3–6, [10–7]          | Réka-Luca Jani Evgenija Paškova                   | Daniela Seguel Viktorija Kan               | Andrea Gámiz Jana Bučina Angelica Moratelli Mădălina Gojnea                         |
| 22 aprile | Circuito Itaú de Tênis Feminino 2013 San Paolo, Brasile Terra rossa $10,000 Singolare - Doppio                           | Roxane Vaisemberg 6–4, 6–2                                  | Montserrat González                               | Nathalia Rossi Luisa Stefani               | Ana Sofía Sánchez Nathaly Kurata Csilla Borsányi Nadia Podoroska                    |
| 22 aprile | Circuito Itaú de Tênis Feminino 2013 San Paolo, Brasile Terra rossa $10,000 Singolare - Doppio                           | Raquel Piltcher Nathalia Rossi 6–3, 6–0                     | Melina Ferrero Ivania Martinich                   | Nathalia Rossi Luisa Stefani               | Ana Sofía Sánchez Nathaly Kurata Csilla Borsányi Nadia Podoroska                    |
| 22 aprile | Jolie Ville Golf Women's 15 2013 Sharm el-Sheikh, Egitto Cemento $10,000 Singolare - Doppio                              | Arabela Fernández Rabener 3–6, 6–4, 7–6(3)                  | Jana Sizikova                                     | Barbara Haas Morgane Pons                  | Laura Pigossi Agata Barańska Amelie Intert Anna Morgina                             |
| 22 aprile | Jolie Ville Golf Women's 15 2013 Sharm el-Sheikh, Egitto Cemento $10,000 Singolare - Doppio                              | Elena-Teodora Cadar Arabela Fernández Rabener 6–4, 6–3      | Ol'ga Dorošina Laura Pigossi                      | Barbara Haas Morgane Pons                  | Laura Pigossi Agata Barańska Amelie Intert Anna Morgina                             |
| 22 aprile | Heraklion Hellenic Zeus Circuit 4 2013 Heraklion, Grecia Sintetico $10,000 Singolare - Doppio                            | Valentini Grammatikopoulou 6–3, 6–4                         | Amy Bowtell                                       | Tamara Čurović Julija Stamatova            | Nuria Párrizas Díaz Aminat Kušchova Nikola Vajdová Maria Sakkarī                    |
| 22 aprile | Heraklion Hellenic Zeus Circuit 4 2013 Heraklion, Grecia Sintetico $10,000 Singolare - Doppio                            | Tamara Čurović Camilla Rosatello 7–6(4), 6–3                | Olga Parres Azcoitia Nuria Párrizas Díaz          | Tamara Čurović Julija Stamatova            | Nuria Párrizas Díaz Aminat Kušchova Nikola Vajdová Maria Sakkarī                    |
| 22 aprile | ITF Women's $10,000 Tennis Tournament Lucknow 2013 Lucknow, India Erba $10,000 Singolare - Doppio                        | Emi Mutaguchi 3–6, 7–6(2), 6–1                              | Ankita Raina                                      | Shweta Rana Prarthana Thombare             | Sai Samhitha Chamarthi Simran Kaur Sethi Eetee Maheta Nidhi Chilumula               |
| 22 aprile | ITF Women's $10,000 Tennis Tournament Lucknow 2013 Lucknow, India Erba $10,000 Singolare - Doppio                        | Nidhi Chilumula Emi Mutaguchi 6–4, 7–6(4)                   | Natasha Palha Prarthana Thombare                  | Shweta Rana Prarthana Thombare             | Sai Samhitha Chamarthi Simran Kaur Sethi Eetee Maheta Nidhi Chilumula               |
| 22 aprile | Dorot Memorial 2013 Ascalona, Israele Cemento $10,000 Singolare - Doppio                                                 | Deniz Khazaniuk 6–4, 6–1                                    | Ksenija Kirillova                                 | Ekaterina Tour Anna Bohoslavec'            | Ekaterina Ciklauri Saray Sterenbach Pia König Molly Scott                           |
| 22 aprile | Dorot Memorial 2013 Ascalona, Israele Cemento $10,000 Singolare - Doppio                                                 | Deniz Khazaniuk Ksenija Kirillova 6–0, 6–4                  | Eva Wacanno Anja Wessel                           | Ekaterina Tour Anna Bohoslavec'            | Ekaterina Ciklauri Saray Sterenbach Pia König Molly Scott                           |
| 22 aprile | Internazionali di San Severo 2013 San Severo, Italia Terra rossa $10,000 Singolare - Doppio                              | Giulia Sussarello 6–3, 6–1                                  | Cindy Burger                                      | Martina di Giuseppe Natalija Orlova        | Ani Amiraghyan Beatrice Torelli Erika Zanchetta Cristina Adamescu                   |
| 22 aprile | Internazionali di San Severo 2013 San Severo, Italia Terra rossa $10,000 Singolare - Doppio                              | Despina Papamichail Giulia Sussarello Walkover              | Alice Balducci Chiara Mendo                       | Martina di Giuseppe Natalija Orlova        | Ani Amiraghyan Beatrice Torelli Erika Zanchetta Cristina Adamescu                   |
| 22 aprile | Les Franqueses Del Valles Open 2013 Les Franqueses del Vallès, Spagna Cemento $10,000 Singolare - Doppio                 | Océane Dodin 6–3, 6–3                                       | Tess Sugnaux                                      | Cornelia Lister Pilar Domínguez López      | Olga Sáez Larra Ariadne Martí Riembau Ana Belzunce Crompin Estelle Cascino          |
| 22 aprile | Les Franqueses Del Valles Open 2013 Les Franqueses del Vallès, Spagna Cemento $10,000 Singolare - Doppio                 | Dide Beijer Estelle Cascino 6–4, 6(0)–7, [10–6]             | Cornelia Lister Sara Sussarello                   | Cornelia Lister Pilar Domínguez López      | Olga Sáez Larra Ariadne Martí Riembau Ana Belzunce Crompin Estelle Cascino          |
| 22 aprile | Tennis Organisation 8 2013 Antalya, Turchia Cemento $10,000 Singolare - Doppio                                           | Ana Bogdan 4–6, 7–6(3), 6–4                                 | Zuzana Luknárová                                  | Catherine Chantraine Beatriz Haddad Maia   | Andrea Benítez Nadija Kolb Tereza Martincová Caroline Übelhör                       |
| 22 aprile | Tennis Organisation 8 2013 Antalya, Turchia Cemento $10,000 Singolare - Doppio                                           | Andrea Benítez Carla Forte 6–1, 6–4                         | Catherine Chantraine Angelina Gabueva             | Catherine Chantraine Beatriz Haddad Maia   | Andrea Benítez Nadija Kolb Tereza Martincová Caroline Übelhör                       |
| 22 aprile | AEGON Pro Series Bournemouth 2013 Bournemouth, Regno Unito Terra rossa $10,000 Singolare - Doppio                        | Jade Windley 6(2)–7, 6–4, 6–2                               | Svjatlana Piraženka                               | Daiana Negreanu Elyne Boeykens             | Anna Smith Pippa Horn Laëtitia Sarrazin Karolina Wlodarczak                         |
| 22 aprile | AEGON Pro Series Bournemouth 2013 Bournemouth, Regno Unito Terra rossa $10,000 Singolare - Doppio                        | Anna Fitzpatrick Jade Windley 6–4, 6–1                      | Elyne Boeykens Karolina Wlodarczak                | Daiana Negreanu Elyne Boeykens             | Anna Smith Pippa Horn Laëtitia Sarrazin Karolina Wlodarczak                         |
| 22 aprile | Andijan Womens 2013 Andijan, Uzbekistan Cemento $10,000 Singolare - Doppio                                               | Anastasіja Vasyl'jeva 6–4, 7–5                              | Oksana Kalašnikova                                | Dar'ja Mironova Polina Vinogradova         | Veronika Kapšaj Valerija Strachova Sabina Sharipova Nigina Abduraimova              |
| 22 aprile | Andijan Womens 2013 Andijan, Uzbekistan Cemento $10,000 Singolare - Doppio                                               | Albina Khabibulina Anastasіja Vasyl'jeva 7–5, 6–4           | Polina Monova Ekaterina Jašina                    | Dar'ja Mironova Polina Vinogradova         | Veronika Kapšaj Valerija Strachova Sabina Sharipova Nigina Abduraimova              |
| 29 aprile | Kangaroo Cup 2013 Gifu, Giappone Cemento $50,000 Singolare – Doppio                                                      | An-Sophie Mestach 1–6, 6–3, 6–0                             | Qiang Wang                                        | Yurika Sema Sachie Ishizu                  | Sun Shengnan Shūko Aoyama Nigina Abduraimova Duan Yingying                          |
| 29 aprile | Kangaroo Cup 2013 Gifu, Giappone Cemento $50,000 Singolare – Doppio                                                      | Luksika Kumkhum Erika Sema 6–4, 6–3                         | Nao Hibino Riko Sawayanagi                        | Yurika Sema Sachie Ishizu                  | Sun Shengnan Shūko Aoyama Nigina Abduraimova Duan Yingying                          |
| 29 aprile | Audi Melbourne Pro Tennis Classic 2013 Indian Harbour Beach, Stati Uniti Terra verde $50,000 Singolare – Doppio          | Petra Rampre 6–0, 6–1                                       | Dia Evtimova                                      | Belinda Bencic Alison Riske                | Jan Abaza Ilona Kramen' Verónica Cepede Royg Madison Brengle                        |
| 29 aprile | Audi Melbourne Pro Tennis Classic 2013 Indian Harbour Beach, Stati Uniti Terra verde $50,000 Singolare – Doppio          | Jan Abaza Louisa Chirico 6–4, 6–4                           | Asia Muhammad Allie Will                          | Belinda Bencic Alison Riske                | Jan Abaza Ilona Kramen' Verónica Cepede Royg Madison Brengle                        |
| 29 aprile | Torneo Tirreno Power 2013 Civitavecchia, Italia Terra rossa $25,000 Singolare - Doppio                                   | Anna Karolína Schmiedlová 6–0, 6–1                          | Magda Linette                                     | Corinna Dentoni Gioia Barbieri             | Alizé Lim Cristina Dinu Stephanie Vogt Gréta Arn                                    |
| 29 aprile | Torneo Tirreno Power 2013 Civitavecchia, Italia Terra rossa $25,000 Singolare - Doppio                                   | Stephanie Vogt Renata Voráčová 6–3, 6–4                     | Paula Kania Magda Linette                         | Corinna Dentoni Gioia Barbieri             | Alizé Lim Cristina Dinu Stephanie Vogt Gréta Arn                                    |
| 29 aprile | Wiesbaden Tennis Open 2013 Wiesbaden, Germania Terra rossa $25,000 Singolare - Doppio                                    | Yvonne Meusburger 5–7, 6–4, 6–1                             | Sharon Fichman                                    | Ol'ha Savčuk Dinah Pfizenmaier             | Aleksandra Panova Valerija Solov'ëva Aleksandra Krunić Anna-Lena Friedsam           |
| 29 aprile | Wiesbaden Tennis Open 2013 Wiesbaden, Germania Terra rossa $25,000 Singolare - Doppio                                    | Gabriela Dabrowski Sharon Fichman 6–3, 6–3                  | Dinah Pfizenmaier Anna Zaja                       | Ol'ha Savčuk Dinah Pfizenmaier             | Aleksandra Panova Valerija Solov'ëva Aleksandra Krunić Anna-Lena Friedsam           |
| 29 aprile | Chang ITF Thailand Pro Circuit Phuket 2013 Phuket, Thailandia Cemento (indoor) $25,000 Singolare - Doppio                | Melanie Klaffner 3–6, 6–3, 6–2                              | Doroteja Erić                                     | Lee So-ra Lee Ya-hsuan                     | Nicole Rottmann Kamonwan Buayam Risa Ozaki Martina Borecká                          |
| 29 aprile | Chang ITF Thailand Pro Circuit Phuket 2013 Phuket, Thailandia Cemento (indoor) $25,000 Singolare - Doppio                | Nicha Lertpitaksinchai Peangtarn Plipuech 6–2, 6–4          | Fatma Al-Nabhani Lee Ya-hsuan                     | Lee So-ra Lee Ya-hsuan                     | Nicole Rottmann Kamonwan Buayam Risa Ozaki Martina Borecká                          |
| 29 aprile | Copa FVT 2013 Caracas, Venezuela Cemento $25,000 Singolare - Doppio                                                      | Tadeja Majerič 1–6, 6–3, 7–5                                | Adriana Pérez                                     | Catalina Pella María Irigoyen              | Cecilia Costa Melgar María Fernanda Álvarez Terán Carolina Zeballos Amanda Carreras |
| 29 aprile | Copa FVT 2013 Caracas, Venezuela Cemento $25,000 Singolare - Doppio                                                      | María Fernanda Álvarez Terán Keri Wong 6–1, 6–2             | Naomi Totka Karina Venditti                       | Catalina Pella María Irigoyen              | Cecilia Costa Melgar María Fernanda Álvarez Terán Carolina Zeballos Amanda Carreras |
| 29 aprile | Seoul Open 2013 Seul, Corea del Sud Cemento $15,000 Singolare - Doppio                                                   | Han Xinyun 6–2, 6–1                                         | Kim So-jung                                       | Zhang Yuxuan Chan Chin-wei                 | Liu Chang Shiho Akita Jun Nam-yeon Wen Xin                                          |
| 29 aprile | Seoul Open 2013 Seul, Corea del Sud Cemento $15,000 Singolare - Doppio                                                   | Liu Wanting Yang Zhaoxuan 6–2, 6–2                          | Chan Chin-wei Zhang Nan-nan                       | Zhang Yuxuan Chan Chin-wei                 | Liu Chang Shiho Akita Jun Nam-yeon Wen Xin                                          |
| 29 aprile | AAT Women's Circuit Villa Allende 2013 Villa Allende, Argentina Terra rossa $10,000 Singolare - Doppio                   | Montserrat González 6–4, 6–1                                | Constanza Vega                                    | Victoria Bosio Camila Silva                | Guadalupe Moreno Aranza Salut Sofia Luini Macarena Olivares López                   |
| 29 aprile | AAT Women's Circuit Villa Allende 2013 Villa Allende, Argentina Terra rossa $10,000 Singolare - Doppio                   | Sara Giménez Montserrat González 6–4, 6–0                   | Victoria Bosio Aranza Salut                       | Victoria Bosio Camila Silva                | Guadalupe Moreno Aranza Salut Sofia Luini Macarena Olivares López                   |
| 29 aprile | Jolie Ville Golf Women's 16 2013 Sharm el-Sheikh, Egitto Cemento $10,000 Singolare - Doppio                              | Ana Veselinović 6–2, 6–3                                    | Klaartje Liebens                                  | Laura Pigossi Ol'ga Dorošina               | Lisa-Maria Moser Jeannine Prentner Morgane Pons Sandra Hönigová                     |
| 29 aprile | Jolie Ville Golf Women's 16 2013 Sharm el-Sheikh, Egitto Cemento $10,000 Singolare - Doppio                              | Anna Morgina Jana Sizikova 6–3, 6–2                         | Lise Brulmans Klaartje Liebens                    | Laura Pigossi Ol'ga Dorošina               | Lisa-Maria Moser Jeannine Prentner Morgane Pons Sandra Hönigová                     |
| 29 aprile | Heraklion Hellenic Zeus Circuit 5 2013 Heraklion, Grecia Sintetico $10,000 Singolare - Doppio                            | Valentini Grammatikopoulou 7–6(4), 3–6, 6–2                 | Lee Pei-chi                                       | Aminat Kušchova Despoina Vogasari          | Tamara Čurović Amy Bowtell Julija Stamatova Ximena Hermoso                          |
| 29 aprile | Heraklion Hellenic Zeus Circuit 5 2013 Heraklion, Grecia Sintetico $10,000 Singolare - Doppio                            | Tamara Čurović Valeria Podda 6–3, 6–2                       | Ximena Hermoso Olga Parres Azcoitia               | Aminat Kušchova Despoina Vogasari          | Tamara Čurović Amy Bowtell Julija Stamatova Ximena Hermoso                          |
| 29 aprile | Dorot Memorial 2 2013 Ashkelon, Israele Cemento $10,000 Singolare - Doppio                                               | Deniz Khazaniuk 6–2, 7–5                                    | Ksenija Kirillova                                 | Ekaterina Tour Keren Shlomo                | Eva Wacanno Helene Scholsen Carolina Betancourt Ester Masuri                        |
| 29 aprile | Dorot Memorial 2 2013 Ashkelon, Israele Cemento $10,000 Singolare - Doppio                                               | Pia König Ester Masuri 1–0, rit.                            | Laura Deigman Keren Shlomo                        | Ekaterina Tour Keren Shlomo                | Eva Wacanno Helene Scholsen Carolina Betancourt Ester Masuri                        |
| 29 aprile | ITF Women's Circuit Shymkent 2 2013 Šymkent, Kazakhistan Terra rossa $10,000 Singolare - Doppio                          | Valerija Strachova 7–5, 6–3                                 | Ljubov' Vasil'eva                                 | Kamila Kerimbajeva Alena Tarasova          | Anna Smolina Ksenija Šarifova Tamara Pičchadze Vladyslava Zanosiyenko               |
| 29 aprile | ITF Women's Circuit Shymkent 2 2013 Šymkent, Kazakhistan Terra rossa $10,000 Singolare - Doppio                          | Albina Khabibulina Anastasіja Vasyl'jeva 2–6, 6–4, [11–9]   | Polina Monova Anna Smolina                        | Kamila Kerimbajeva Alena Tarasova          | Anna Smolina Ksenija Šarifova Tamara Pičchadze Vladyslava Zanosiyenko               |
| 29 aprile | Tennis Organisation 9 2013 Antalya, Turchia Cemento $10,000 Singolare - Doppio                                           | Ana Bogdan 7–6(4), 6–4                                      | Caitlin Whoriskey                                 | Angelina Gabueva Andrea Benítez            | Majja Kacitadze Šachlo Sajdova Carla Forte Nozomi Fujioka                           |
| 29 aprile | Tennis Organisation 9 2013 Antalya, Turchia Cemento $10,000 Singolare - Doppio                                           | Andrea Benítez Carla Forte 4–6, 7–5, [10–7]                 | Rosalia Alda Caitlin Whoriskey                    | Angelina Gabueva Andrea Benítez            | Majja Kacitadze Šachlo Sajdova Carla Forte Nozomi Fujioka                           |
| 29 aprile | AEGON Pro Series Edinburgh 2013 Edimburgo, Regno Unito Terra rossa $10,000 Singolare - Doppio                            | Laëtitia Sarrazin 7–5, 6(9)–7, 6–2                          | Anna Smith                                        | Elyne Boeykens Katy Dunne                  | Ivana Đorović Lara Michel Carolin Daniels Malin Ulvefeldt                           |
| 29 aprile | AEGON Pro Series Edinburgh 2013 Edimburgo, Regno Unito Terra rossa $10,000 Singolare - Doppio                            | Anett Kontaveit Jessica Ren 6–2, 6–3                        | Anna Smith Francesca Stephenson                   | Elyne Boeykens Katy Dunne                  | Ivana Đorović Lara Michel Carolin Daniels Malin Ulvefeldt                           |

## Maggio
| Settimana | Torneo | Vincitrici                                                 | Finaliste                               | Semifinaliste                            | Eliminate ai quarti                                                         |
| --------- | --- | ---------------------------------------------------------- | --------------------------------------- | ---------------------------------------- | --------------------------------------------------------------------------- |
| 6 maggio  | Open GDF Suez de Cagnes-sur-Mer Alpes-Maritimes 2013 Cagnes-sur-Mer, Francia Terra rossa $100,000 Singolare – Doppio  | Caroline Garcia 6–0, 4–6, 6–3                              | Maryna Zanevs'ka                        | Romina Oprandi Estrella Cabeza Candela   | Virginie Razzano Vania King Tatjana Maria Mandy Minella                     |
| 6 maggio  | Open GDF Suez de Cagnes-sur-Mer Alpes-Maritimes 2013 Cagnes-sur-Mer, Francia Terra rossa $100,000 Singolare – Doppio  | Vania King Arantxa Rus 4–6, 7–5, [10–8]                    | Catalina Castaño Teliana Pereira        | Romina Oprandi Estrella Cabeza Candela   | Virginie Razzano Vania King Tatjana Maria Mandy Minella                     |
| 6 maggio  | Empire Slovak Open 2013 Trnava, Slovacchia Terra rossa $75,000 Singolare – Doppio                                     | Barbora Záhlavová-Strýcová 6–2, 6–4                        | Karin Knapp                             | Aleksandra Krunić Paula Ormaechea        | Tereza Mrdeža Kateřina Siniaková Kristína Kučová Anna Karolína Schmiedlová  |
| 6 maggio  | Empire Slovak Open 2013 Trnava, Slovacchia Terra rossa $75,000 Singolare – Doppio                                     | Mervana Jugić-Salkić Renata Voráčová 6–1, 6–1              | Jana Čepelová Anna Karolína Schmiedlová | Aleksandra Krunić Paula Ormaechea        | Tereza Mrdeža Kateřina Siniaková Kristína Kučová Anna Karolína Schmiedlová  |
| 6 maggio  | Soweto Open 2013 Johannesburg, Sud Africa Cemento $50,000+H Singolare – Doppio                                        | Tímea Babos 6(3)–7, 6–4, 6–1                               | Chanel Simmonds                         | Teodora Mirčić Nadežda Kičenok           | Samantha Murray Tadeja Majerič Jade Windley Julia Glushko                   |
| 6 maggio  | Soweto Open 2013 Johannesburg, Sud Africa Cemento $50,000+H Singolare – Doppio                                        | Magda Linette Chanel Simmonds 6–1, 6–3                     | Samantha Murray Jade Windley            | Teodora Mirčić Nadežda Kičenok           | Samantha Murray Tadeja Majerič Jade Windley Julia Glushko                   |
| 6 maggio  | Fukuoka International Women's Cup 2013 Fukuoka, Giappone Erba $50,000 Singolare – Doppio                              | Ons Jabeur 7–6(2), 6–2                                     | An-Sophie Mestach                       | Junri Namigata Nigina Abduraimova        | Storm Sanders Zarina Dijas Eri Hozumi Erika Sema                            |
| 6 maggio  | Fukuoka International Women's Cup 2013 Fukuoka, Giappone Erba $50,000 Singolare – Doppio                              | Junri Namigata Erika Sema 7–5, 3–6, [10–7]                 | Rika Fujiwara Akiko Ōmae                | Junri Namigata Nigina Abduraimova        | Storm Sanders Zarina Dijas Eri Hozumi Erika Sema                            |
| 6 maggio  | RBC Bank Women's Challenger 2013 Raleigh, Stati Uniti Terra verde $25,000 Singolare - Doppio                          | Asia Muhammad 6–2, 6–2                                     | Chalena Scholl                          | Samantha Crawford Adriana Pérez          | Hayley Carter Jamie Loeb Mayo Hibi Al'ona Sotnikova                         |
| 6 maggio  | RBC Bank Women's Challenger 2013 Raleigh, Stati Uniti Terra verde $25,000 Singolare - Doppio                          | Asia Muhammad Allie Will 6–3, 6–3                          | Jessica Moore Sally Peers               | Samantha Crawford Adriana Pérez          | Hayley Carter Jamie Loeb Mayo Hibi Al'ona Sotnikova                         |
| 6 maggio  | Seoul Open 2 2013 Seoul, Corea del Sud Cemento $15,000 Singolare - Doppio                                             | Zhou Yimiao 6–2, 6–1                                       | Han Na-lae                              | Liu Fangzhou Wen Xin                     | Han Xinyun Zhang Yuxuan Chen Jiahui Zhu Lin                                 |
| 6 maggio  | Seoul Open 2 2013 Seoul, Corea del Sud Cemento $15,000 Singolare - Doppio                                             | Han Xinyun Ye Qiuyu 7–6(3), 4–6, [10–5]                    | Chan Chin-wei Zhang Nannan              | Liu Fangzhou Wen Xin                     | Han Xinyun Zhang Yuxuan Chen Jiahui Zhu Lin                                 |
| 6 maggio  | AAT Women's Circuit Villa Maria 2013 Villa María, Argentina Terra rossa $10,000 Singolare - Doppio                    | Montserrat González 6–3, 4–6, 6–3                          | Camila Silva                            | Sofia Blanco Victoria Bosio              | Francesca Rescaldini Constanza Vega Aranza Salut Macarena Olivares López    |
| 6 maggio  | AAT Women's Circuit Villa Maria 2013 Villa María, Argentina Terra rossa $10,000 Singolare - Doppio                    | Ana Sofía Sánchez Camila Silva 6–1, 6–2                    | Victoria Bosio Aranza Salut             | Sofia Blanco Victoria Bosio              | Francesca Rescaldini Constanza Vega Aranza Salut Macarena Olivares López    |
| 6 maggio  | Jolie Ville Golf Women's 17 2013 Sharm el-Sheikh, Egitto Cemento $10,000 Singolare - Doppio                           | İpek Soylu 7–5, 6–1                                        | Camilla Rosatello                       | Ana Veselinović Tess Sugnaux             | Zhu Aiwen Dea Herdželaš Anna Morgina Indy de Vroome                         |
| 6 maggio  | Jolie Ville Golf Women's 17 2013 Sharm el-Sheikh, Egitto Cemento $10,000 Singolare - Doppio                           | Carolina Petrelli Ana Veselinović 3–6, 7–5, [10–7]         | Anastasija Charčenko Anna Morgina       | Ana Veselinović Tess Sugnaux             | Zhu Aiwen Dea Herdželaš Anna Morgina Indy de Vroome                         |
| 6 maggio  | Marathon Futures 2013 Maratona-Atene, Grecia Cemento $10,000 Singolare - Doppio                                       | Lee Pei-chi 6–1, 7–5                                       | Marina Kachar                           | Aggeliki Kokkota Despoina Vogasari       | Ximena Hermoso Silvia Njirić Gabriela Cé Dejana Radanović                   |
| 6 maggio  | Marathon Futures 2013 Maratona-Atene, Grecia Cemento $10,000 Singolare - Doppio                                       | Erin Clark Francesca Stephenson 5–7, 6–3, [10–8]           | Matea Mezak Silvia Njirić               | Aggeliki Kokkota Despoina Vogasari       | Ximena Hermoso Silvia Njirić Gabriela Cé Dejana Radanović                   |
| 6 maggio  | Eli Cohen Memorial 2013 Ramat HaSharon, Israele Cemento $10,000 Singolare - Doppio                                    | Deniz Khazaniuk 6–3, 6–3                                   | Ekaterina Tour                          | Lee Or Molly Scott                       | Ekaterina Ciklauri Laura Deigman Alina Wessel Saray Sterenbach              |
| 6 maggio  | Eli Cohen Memorial 2013 Ramat HaSharon, Israele Cemento $10,000 Singolare - Doppio                                    | Carolina Betancourt Molly Scott 6(2)–7, 6–4, [10–4]        | Ekaterina Tour Alina Wessel             | Lee Or Molly Scott                       | Ekaterina Ciklauri Laura Deigman Alina Wessel Saray Sterenbach              |
| 6 maggio  | Forte Village International Tournament 2013 Santa Margherita di Pula, Italia Terra rossa $10,000 Singolare - Doppio   | Sofija Kovalec 6–4, 1–6, 6–4                               | Anna Floris                             | Elisa Salis Annalisa Bona                | Laëtitia Sarrazin Clothilde de Bernardi Martina Caregaro Manon Arcangioli   |
| 6 maggio  | Forte Village International Tournament 2013 Santa Margherita di Pula, Italia Terra rossa $10,000 Singolare - Doppio   | Martina Caregaro Anna Floris 6–2, 6–3                      | Annalisa Bona Lisa Sabino               | Elisa Salis Annalisa Bona                | Laëtitia Sarrazin Clothilde de Bernardi Martina Caregaro Manon Arcangioli   |
| 6 maggio  | ITF Women's Circuit Shymkent 3 2013 Shymkent, Kazakhistan Terra rossa $10,000 Singolare - Doppio                      | Ksenia Palkina 6–3, 5–7, 6–1                               | Kamila Kerimbajeva                      | Ljubov' Vasil'eva Vlada Ėkšibarova       | Anna Smolina Alena Tarasova Anastasija Rudakova Vladyslava Zanosiyenko      |
| 6 maggio  | ITF Women's Circuit Shymkent 3 2013 Shymkent, Kazakhistan Terra rossa $10,000 Singolare - Doppio                      | Albina Khabibulina Ksenia Palkina 6–2, 6–2                 | Polina Monova Anna Smolina              | Ljubov' Vasil'eva Vlada Ėkšibarova       | Anna Smolina Alena Tarasova Anastasija Rudakova Vladyslava Zanosiyenko      |
| 6 maggio  | Rising Star Tour 2013 Båstad, Svezia Terra rossa $10,000 Singolare - Doppio                                           | Ysaline Bonaventure 6–1, 6–2                               | Ellen Allgurin                          | Karina Jacobsgaard Nicola Geuer          | Tori Kinard Jacqueline Cabaj Awad Océane Adam Beatrice Cedermark            |
| 6 maggio  | Rising Star Tour 2013 Båstad, Svezia Terra rossa $10,000 Singolare - Doppio                                           | Cindy Burger Milana Špremo 6–1, 6–4                        | Ysaline Bonaventure Marija Moch         | Karina Jacobsgaard Nicola Geuer          | Tori Kinard Jacqueline Cabaj Awad Océane Adam Beatrice Cedermark            |
| 6 maggio  | Tennis Organisation 10 2013 Antalya, Turchia Cemento $10,000 Singolare - Doppio                                       | Carla Forte 7–6(3), 7–5                                    | Caitlin Whoriskey                       | Andrea Benítez Anna Škudun               | Angelina Gabueva Dar'ja Lebeševa Gai Ao Sultan Gönen                        |
| 6 maggio  | Tennis Organisation 10 2013 Antalya, Turchia Cemento $10,000 Singolare - Doppio                                       | Šachlo Sajdova Anna Škudun 4–6, 6–2, [10–8]                | Andrea Benítez Carla Forte              | Andrea Benítez Anna Škudun               | Angelina Gabueva Dar'ja Lebeševa Gai Ao Sultan Gönen                        |
| 13 maggio | Sparta Prague Open 2013 Praga, Repubblica Ceca Terra rossa $100,000 Singolare - Doppio                                | Lucie Šafářová 3–6, 6–1, 6–1                               | Alexandra Cadanțu                       | Irina Falconi Jana Čepelová              | Maria Sanchez Vesna Dolonc Barbora Záhlavová-Strýcová Mónica Puig           |
| 13 maggio | Sparta Prague Open 2013 Praga, Repubblica Ceca Terra rossa $100,000 Singolare - Doppio                                | Renata Voráčová Barbora Záhlavová-Strýcová 6–4, 6–0        | Irina Falconi Eva Hrdinová              | Irina Falconi Jana Čepelová              | Maria Sanchez Vesna Dolonc Barbora Záhlavová-Strýcová Mónica Puig           |
| 13 maggio | Open Saint-Gaudens Midi-Pyrénées 2013 Saint-Gaudens, Francia Terra rossa $50,000+H Singolare - Doppio                 | Paula Ormaechea 6–3, 3–6, 6–4                              | Dinah Pfizenmaier                       | Vania King Claire Feuerstein             | Teliana Pereira Sharon Fichman Anna-Lena Friedsam Valerija Solov'ëva        |
| 13 maggio | Open Saint-Gaudens Midi-Pyrénées 2013 Saint-Gaudens, Francia Terra rossa $50,000+H Singolare - Doppio                 | Julia Glushko Paula Ormaechea 7–5, 7–6(11)                 | Stéphanie Dubois Kurumi Nara            | Vania King Claire Feuerstein             | Teliana Pereira Sharon Fichman Anna-Lena Friedsam Valerija Solov'ëva        |
| 13 maggio | Kurume Best Amenity Cup 2013 Kurume, Giappone Erba $50,000 Singolare - Doppio                                         | Ons Jabeur 6–0, 6–2                                        | An-Sophie Mestach                       | Junri Namigata Zarina Dijas              | Zheng Saisai Sachie Ishizu Amra Sadiković Mari Tanaka                       |
| 13 maggio | Kurume Best Amenity Cup 2013 Kurume, Giappone Erba $50,000 Singolare - Doppio                                         | Kanae Hisami Mari Tanaka 6–4, 7–6(2)                       | Rika Fujiwara Akiko Ōmae                | Junri Namigata Zarina Dijas              | Zheng Saisai Sachie Ishizu Amra Sadiković Mari Tanaka                       |
| 13 maggio | Bankaltim Women's Circuit 2013 Balikpapan, Indonesia Cemento $25,000 Singolare - Doppio                               | Jovana Jakšić 6–3, 6–2                                     | Yang Zi                                 | Lavinia Tananta Teodora Mirčić           | Arina Rodionova Lee Ya-hsuan Xu Yifan Wen Xin                               |
| 13 maggio | Bankaltim Women's Circuit 2013 Balikpapan, Indonesia Cemento $25,000 Singolare - Doppio                               | Naomi Broady Teodora Mirčić 6–3, 6–3                       | Chen Yi Xu Yifan                        | Lavinia Tananta Teodora Mirčić           | Arina Rodionova Lee Ya-hsuan Xu Yifan Wen Xin                               |
| 13 maggio | Jolie Ville Golf Women's 18 2013 Sharm el-Sheikh, Egitto Cemento $10,000 Singolare - Doppio                           | Melis Sezer 6–2, 4–6, 6–3                                  | Başak Eraydın                           | Klaartje Liebens Camilla Rosatello       | Magdalena Fręch Anastasija Sajtova Dea Herdželaš Tess Sugnaux               |
| 13 maggio | Jolie Ville Golf Women's 18 2013 Sharm el-Sheikh, Egitto Cemento $10,000 Singolare - Doppio                           | Anna Fitzpatrick Ana Veselinović 2–6, 6–4, [10–3]          | Başak Eraydın Melis Sezer               | Klaartje Liebens Camilla Rosatello       | Magdalena Fręch Anastasija Sajtova Dea Herdželaš Tess Sugnaux               |
| 13 maggio | Marathon Futures 2 2013 Maratona, Grecia Cemento $10,000 Singolare - Doppio                                           | Anett Kontaveit 6–4, 6(6)–7, 6–3                           | Lucy Brown                              | Marina Kačar Gabriela Cé                 | Julija Stamatova Agnes Szatmari Despina Papamichail Barbara Bonić           |
| 13 maggio | Marathon Futures 2 2013 Maratona, Grecia Cemento $10,000 Singolare - Doppio                                           | Lina Ǵorčeska Despoina Vogasari 6–4, 2–6, [10–6]           | Laura Deigman Anett Kontaveit           | Marina Kačar Gabriela Cé                 | Julija Stamatova Agnes Szatmari Despina Papamichail Barbara Bonić           |
| 13 maggio | Forte Village International Tournament 2 2013 Santa Margherita di Pula, Italia Terra rossa $10,000 Singolare - Doppio | Sofija Kovalec 6–3, 6–2                                    | Carol Zhao                              | Bianca Hîncu Anastasia Grymalska         | Anna Floris Vanda Lukács Barbora Štefková Giorgia Marchetti                 |
| 13 maggio | Forte Village International Tournament 2 2013 Santa Margherita di Pula, Italia Terra rossa $10,000 Singolare - Doppio | Martina Caregaro Anna Floris 6–2, 5–7, [10–7]              | Erin Routliffe Carol Zhao               | Bianca Hîncu Anastasia Grymalska         | Anna Floris Vanda Lukács Barbora Štefková Giorgia Marchetti                 |
| 13 maggio | Torneo Internacional de Tenis Femenino Ciudad de Monzón 2013 Monzón, Spagna Cemento $10,000 Singolare - Doppio        | Polina Vinogradova 6–1, 6–1                                | Nuria Párrizas Díaz                     | Paula Badosa Lucía Cervera Vázquez       | Bianca Koch Alice Savoretti Jana Sizikova Manisha Foster                    |
| 13 maggio | Torneo Internacional de Tenis Femenino Ciudad de Monzón 2013 Monzón, Spagna Cemento $10,000 Singolare - Doppio        | Tatiana Búa Lucía Cervera Vázquez 4–6, 7–5, [10–6]         | Arabela Fernández Rabener Jana Sizikova | Paula Badosa Lucía Cervera Vázquez       | Bianca Koch Alice Savoretti Jana Sizikova Manisha Foster                    |
| 13 maggio | Rising Star Tour 2 2013 Båstad, Svezia Terra rossa $10,000 Singolare - Doppio                                         | Rebecca Peterson 6–3, 6–2                                  | Zuzana Luknárová                        | Laura Schäder Ellen Allgurin             | Susanne Celik Malin Ulvefeldt Matilda Hamlin Tori Kinard                    |
| 13 maggio | Rising Star Tour 2 2013 Båstad, Svezia Terra rossa $10,000 Singolare - Doppio                                         | Ellen Allgurin Beatrice Cedermark 6–3, 6–0                 | Rebecca Peterson Malin Ulvefeldt        | Laura Schäder Ellen Allgurin             | Susanne Celik Malin Ulvefeldt Matilda Hamlin Tori Kinard                    |
| 13 maggio | Tennis Organisation 11 2013 Antalya, Turchia Cemento $10,000 Singolare - Doppio                                       | Ol'ha Jančuk 6–3, 6–3                                      | Zuzana Zlochová                         | Angelina Gabueva Andrea Benítez          | Martina Kubičíková Carla Forte Anna Škudun Dar'ja Lebeševa                  |
| 13 maggio | Tennis Organisation 11 2013 Antalya, Turchia Cemento $10,000 Singolare - Doppio                                       | Ol'ha Jančuk Dar'ja Lebeševa 3–6, 7–5, [10–8]              | Nozomi Fujioka Hirono Watanabe          | Angelina Gabueva Andrea Benítez          | Martina Kubičíková Carla Forte Anna Škudun Dar'ja Lebeševa                  |
| 13 maggio | Koser Jewelers Pro Circuit Tennis Challenge 2013 Landisville, Stati Uniti Cemento $10,000 Singolare - Doppio          | Alisa Klejbanova 6–3, 6–0                                  | Natalie Pluskota                        | Brooke Austin Hiroko Kuwata              | María Fernanda Álvarez Terán Nika Kucharčuk Sonja Molnar Elisabeth Fournier |
| 13 maggio | Koser Jewelers Pro Circuit Tennis Challenge 2013 Landisville, Stati Uniti Cemento $10,000 Singolare - Doppio          | María Fernanda Álvarez Terán Keri Wong 2–6, 6–4, [10–5]    | Brooke Austin Brooke Rischbieth         | Brooke Austin Hiroko Kuwata              | María Fernanda Álvarez Terán Nika Kucharčuk Sonja Molnar Elisabeth Fournier |
| 20 maggio | Walikota Tarakan Open 2013 Tarakan, Indonesia Cemento indoor $25,000 Singolare - Doppio                               | Jovana Jakšić 6–3, 6–2                                     | Li Ting                                 | Liang Chen Nungnadda Wannasuk            | Alison Bai Lisa Whybourn Tang Haochen Dong Xiaorong                         |
| 20 maggio | Walikota Tarakan Open 2013 Tarakan, Indonesia Cemento indoor $25,000 Singolare - Doppio                               | Naomi Broady Teodora Mirčić 6–2, 1–6, [10–5]               | Tang Haochen Tian Ran                   | Liang Chen Nungnadda Wannasuk            | Alison Bai Lisa Whybourn Tang Haochen Dong Xiaorong                         |
| 20 maggio | Internazionali Femminili di Tennis Città di Caserta 2013 Caserta, Italia Terra rossa $25,000 Singolare - Doppio       | Renata Voráčová 6–4, 6–1                                   | Beatriz Haddad Maia                     | Melanie Klaffner Margalita Chakhnašvili  | Giulia Gatto-Monticone Diāna Marcinkēviča Danka Kovinić Denisa Allertová    |
| 20 maggio | Internazionali Femminili di Tennis Città di Caserta 2013 Caserta, Italia Terra rossa $25,000 Singolare - Doppio       | Danka Kovinić Renata Voráčová 6–4, 7–6(3)                  | Ana Bogdan Cristina Dinu                | Melanie Klaffner Margalita Chakhnašvili  | Giulia Gatto-Monticone Diāna Marcinkēviča Danka Kovinić Denisa Allertová    |
| 20 maggio | Karyizawa Yonex Open 2013 Karuizawa, Giappone Erba $25,000 Singolare - Doppio                                         | Eri Hozumi 7–6(5), 6–3                                     | Junri Namigata                          | Tetjana Arefyeva Sachie Ishizu           | Mana Ayukawa Yurina Koshino Shiho Akita Mari Tanaka                         |
| 20 maggio | Karyizawa Yonex Open 2013 Karuizawa, Giappone Erba $25,000 Singolare - Doppio                                         | Shiho Akita Sachie Ishizu 7–5, 7–6(8)                      | Miki Miyamura Erika Takao               | Tetjana Arefyeva Sachie Ishizu           | Mana Ayukawa Yurina Koshino Shiho Akita Mari Tanaka                         |
| 20 maggio | Morocco Tennis Tour Rabat 2013 Casablanca, Marocco Terra rossa $25,000 Singolare - Doppio                             | Laura Pous Tió 6–3, 6–0                                    | Sandra Zaniewska                        | Elica Kostova Pemra Özgen                | Andrea Gámiz Viktorija Kan Michaela Hončová Laura Thorpe                    |
| 20 maggio | Morocco Tennis Tour Rabat 2013 Casablanca, Marocco Terra rossa $25,000 Singolare - Doppio                             | Justine Ozga Anna Zaja 6–4, 6–2                            | Elica Kostova Sandra Zaniewska          | Elica Kostova Pemra Özgen                | Andrea Gámiz Viktorija Kan Michaela Hončová Laura Thorpe                    |
| 20 maggio | ITF NH NongHyup Goyang Women's Challenger Tennis 2013 Goyang, Corea del Sud Cemento $25,000 Singolare - Doppio        | Duan Yingying 6–3, 6–4                                     | Liu Fangzhou                            | Misa Eguchi Lee Ye-ra                    | Risa Ozaki Sun Shengnan Nao Hibino Yoo Mi                                   |
| 20 maggio | ITF NH NongHyup Goyang Women's Challenger Tennis 2013 Goyang, Corea del Sud Cemento $25,000 Singolare - Doppio        | Nao Hibino Akiko Ōmae 6–4, 6–4                             | Han Na-lae Yoo Mi                       | Misa Eguchi Lee Ye-ra                    | Risa Ozaki Sun Shengnan Nao Hibino Yoo Mi                                   |
| 20 maggio | Jolie Ville Golf Women's 19 2013 Sharm el-Sheikh, Egitto Cemento $10,000 Singolare - Doppio                           | Barbara Bonić 6–3, 6–1                                     | Anastasija Charčenko                    | Başak Eraydın Melis Sezer                | Anna Fitzpatrick Kamila Kerimbajeva Viktoryja Mun Samira Giger              |
| 20 maggio | Jolie Ville Golf Women's 19 2013 Sharm el-Sheikh, Egitto Cemento $10,000 Singolare - Doppio                           | Camilla Rosatello Zhu Aiwen 6–4, 6–3                       | Anna Fitzpatrick Kamila Kerimbajeva     | Başak Eraydın Melis Sezer                | Anna Fitzpatrick Kamila Kerimbajeva Viktoryja Mun Samira Giger              |
| 20 maggio | Marathon Futures 3 2013 Maratona, Grecia Cemento $10,000 Singolare - Doppio                                           | Lee Pei-chi 6–2, 6–3                                       | Despoina Vogasari                       | Pia König Svjatlana Piraženka            | Dunja Stamenković Eleni Kordolaimi Martha Matoula Julija Stamatova          |
| 20 maggio | Marathon Futures 3 2013 Maratona, Grecia Cemento $10,000 Singolare - Doppio                                           | Gabriela van de Graaf Svjatlana Piraženka 1–6, 7–5, [10–7] | Eleni Kordolaimi Despoina Vogasari      | Pia König Svjatlana Piraženka            | Dunja Stamenković Eleni Kordolaimi Martha Matoula Julija Stamatova          |
| 20 maggio | ITF Women's Circuit Timișoara 2013 Timișoara, Romania Terra rossa $10,000 Singolare - Doppio                          | Xenia Knoll 3–6, 6–2, 7–5                                  | Bianca Hîncu                            | Tereza Malíková Oana Georgeta Simion     | Katharina Lehnert Alexandra Damaschin Ioana Loredana Roșca Sandra Hönigová  |
| 20 maggio | ITF Women's Circuit Timișoara 2013 Timișoara, Romania Terra rossa $10,000 Singolare - Doppio                          | Elena-Teodora Cadar Raluca Elena Platon 6–3, 1–6, [10–7]   | Alexandra Damaschin Bianca Hîncu        | Tereza Malíková Oana Georgeta Simion     | Katharina Lehnert Alexandra Damaschin Ioana Loredana Roșca Sandra Hönigová  |
| 20 maggio | ITF Women's Circuit Girona 2013 Gerona, Spagna Terra rossa $10,000 Singolare - Doppio                                 | Lucía Cervera Vázquez 6–0, 6–1                             | Marine Partaud                          | Lisanne van Riet Giulia Sussarello       | Bianca Koch Josephine Boualem Aida Martínez Sanjuán Pilar Domínguez López   |
| 20 maggio | ITF Women's Circuit Girona 2013 Gerona, Spagna Terra rossa $10,000 Singolare - Doppio                                 | Yvonne Cavallé Reimers Lucía Cervera Vázquez 7–6(4), 6–4   | Gaia Sanesi Giulia Sussarello           | Lisanne van Riet Giulia Sussarello       | Bianca Koch Josephine Boualem Aida Martínez Sanjuán Pilar Domínguez López   |
| 20 maggio | Tennis Organisation 12 2013 Antalya, Turchia Cemento $10,000 Singolare - Doppio                                       | Ol'ha Jančuk 6–3, 7–6(4)                                   | Martina Kubičíková                      | Petra Rohanová Vivien Juhászová          | Hirono Watanabe Xun Fangying Carla Forte Laura Schäder                      |
| 20 maggio | Tennis Organisation 12 2013 Antalya, Turchia Cemento $10,000 Singolare - Doppio                                       | Gai Ao Sultan Gönen 3–6, 7–5, [10–6]                       | Andrea Benítez Carla Forte              | Petra Rohanová Vivien Juhászová          | Hirono Watanabe Xun Fangying Carla Forte Laura Schäder                      |
| 20 maggio | Palmetto Pro Open 2013 Sumter, Stati Uniti Cemento $10,000 Singolare - Doppio                                         | Jamie Loeb 6–4, 6–3                                        | Brooke Austin                           | Elisabeth Fournier Hiroko Kuwata         | Maddison Inglis Alexandra Morozova Alexandra Mueller Piia Suomalainen       |
| 20 maggio | Palmetto Pro Open 2013 Sumter, Stati Uniti Cemento $10,000 Singolare - Doppio                                         | Kristy Frilling Alexandra Mueller 6–4, 6–3                 | Jamie Loeb Sanaz Marand                 | Elisabeth Fournier Hiroko Kuwata         | Maddison Inglis Alexandra Morozova Alexandra Mueller Piia Suomalainen       |
| 27 maggio | Torneo Internazionale Femminile Città di Grado 2013 Grado, Italia Terra rossa $25,000 Singolare - Doppio              | Yvonne Meusburger 6–2, 6(2)–7, 6–3                         | Katarzyna Piter                         | Anne Schäfer Alberta Brianti             | Viktorija Golubic Zhou Yimiao Anna Floris Tereza Martincová                 |
| 27 maggio | Torneo Internazionale Femminile Città di Grado 2013 Grado, Italia Terra rossa $25,000 Singolare - Doppio              | Yurika Sema Zhou Yimiao 1–6, 7–5, [10–7]                   | Viktorija Golubic Diāna Marcinkēviča    | Anne Schäfer Alberta Brianti             | Viktorija Golubic Zhou Yimiao Anna Floris Tereza Martincová                 |
| 27 maggio | Moscow Open 2013 Mosca, Russia Terra rossa $25,000 Singolare - Doppio                                                 | Anett Kontaveit 6–1, 6–1                                   | Çağla Büyükakçay                        | Marina Mel'nikova Polina Vinogradova     | Ksenija Kirillova Sofia Shapatava Aljaksandra Sasnovič Julija Kalabina      |
| 27 maggio | Moscow Open 2013 Mosca, Russia Terra rossa $25,000 Singolare - Doppio                                                 | Ksenija Kirillova Polina Monova 1–6, 6–4, [10–4]           | Evgenija Paškova Anastasіja Vasyl'jeva  | Marina Mel'nikova Polina Vinogradova     | Ksenija Kirillova Sofia Shapatava Aljaksandra Sasnovič Julija Kalabina      |
| 27 maggio | Infond Open 2013 Maribor, Slovenia Terra rossa $25,000 Singolare - Doppio                                             | Polona Hercog 3–6, 6–3, 6–3                                | Ana Konjuh                              | Kristína Kučová Tereza Smitková          | Paula Kania Anastasia Grymalska Cindy Burger Danka Kovinić                  |
| 27 maggio | Infond Open 2013 Maribor, Slovenia Terra rossa $25,000 Singolare - Doppio                                             | Paula Kania Magda Linette 6–3, 6–0                         | Mailen Auroux María Irigoyen            | Kristína Kučová Tereza Smitková          | Paula Kania Anastasia Grymalska Cindy Burger Danka Kovinić                  |
| 27 maggio | ITF Changwon Women's Challenger Tennis 2013 Changwon, Corea del Sud Cemento $25,000 Singolare - Doppio                | Risa Ozaki 6–4, 6–4                                        | Zhang Yuxuan                            | Han Xinyun Nao Hibino                    | Duan Yingying Yoo Mi Sun Shengnan Yu Min-hwa                                |
| 27 maggio | ITF Changwon Women's Challenger Tennis 2013 Changwon, Corea del Sud Cemento $25,000 Singolare - Doppio                | Chan Chin-wei Liu Chang 6–0, 6–2                           | Han Sung-hee Kim Ju-eun                 | Han Xinyun Nao Hibino                    | Duan Yingying Yoo Mi Sun Shengnan Yu Min-hwa                                |
| 27 maggio | Hunt Communities USTA Women's Pro Tennis Classic 2013 El Paso, Stati Uniti Cemento $25,000 Singolare - Doppio         | Sanaz Marand 6–4, 6–4                                      | Naomi Ōsaka                             | Hsu Chieh-yu Sachia Vickery              | Jelena Pandžić Heidi El Tabakh Adriana Pérez Petra Rampre                   |
| 27 maggio | Hunt Communities USTA Women's Pro Tennis Classic 2013 El Paso, Stati Uniti Cemento $25,000 Singolare - Doppio         | Adriana Pérez Marcela Zacarías 6–3, 6–3                    | Fatma Al-Nabhani Keri Wong              | Hsu Chieh-yu Sachia Vickery              | Jelena Pandžić Heidi El Tabakh Adriana Pérez Petra Rampre                   |
| 27 maggio | Jolie Ville Golf Women's 20 2013 Sharm el-Sheikh, Egitto Cemento $10,000 Singolare - Doppio                           | Kamila Kerimbajeva 6–2, 6–4                                | Vladyslava Zanosiyenko                  | Sylwia Zagórska Jaqueline Adina Cristian | Barbara Bonić Alina Micheeva Anastasija Charčenko Sandy Marti               |
| 27 maggio | Jolie Ville Golf Women's 20 2013 Sharm el-Sheikh, Egitto Cemento $10,000 Singolare - Doppio                           | Veronika Stotyka Vladyslava Zanosiyenko 6–3, 6–4           | Anastasija Charčenko Nicole Melichar    | Sylwia Zagórska Jaqueline Adina Cristian | Barbara Bonić Alina Micheeva Anastasija Charčenko Sandy Marti               |
| 27 maggio | Marjorie Sherman Women's Circuit 2013 Ra'anana, Israele Cemento $10,000 Singolare - Doppio                            | Deniz Khazaniuk 6–1, 6–1                                   | Ester Masuri                            | Rebecca Peterson Ekaterina Tour          | Saray Sterenbach Michaela Frlicka Matilda Hamlin Malin Ulvefeldt            |
| 27 maggio | Marjorie Sherman Women's Circuit 2013 Ra'anana, Israele Cemento $10,000 Singolare - Doppio                            | Lee Or Rebecca Peterson 6–1, 6–2                           | Saray Sterenbach Ekaterina Tour         | Rebecca Peterson Ekaterina Tour          | Saray Sterenbach Michaela Frlicka Matilda Hamlin Malin Ulvefeldt            |
| 27 maggio | Circuito Riviera Maya 2013 Quintana Roo, Messico Cemento $10,000 Singolare - Doppio                                   | Montserrat González 4–6, 7–6(4), 7–6(1)                    | Ana Sofía Sánchez                       | Francesca Segarelli Victoria Bosio       | Danielle Mills Julia Moriarty Stephanie Kent Raquel Pedraza                 |
| 27 maggio | Circuito Riviera Maya 2013 Quintana Roo, Messico Cemento $10,000 Singolare - Doppio                                   | Danielle Mills Francesca Segarelli 6–2, 6–4                | Ana Sofía Sánchez Daniela Schippers     | Francesca Segarelli Victoria Bosio       | Danielle Mills Julia Moriarty Stephanie Kent Raquel Pedraza                 |
| 27 maggio | Cantanhede Ladies Open 2013 Cantanhede, Portogallo Sintetico $10,000 Singolare - Doppio                               | Bárbara Luz 6–3, 2–6, 7–5                                  | Alice Balducci                          | Zuzanna Maciejewska Nuria Párrizas Díaz  | Carolina Zeballos Amandine Cazeaux Ekaterina Ivanova Ximena Hermoso         |
| 27 maggio | Cantanhede Ladies Open 2013 Cantanhede, Portogallo Sintetico $10,000 Singolare - Doppio                               | Agata Barańska Zuzanna Maciejewska 6(4)–7, 6–4, [12–10]    | Aranza Salut Carolina Zeballos          | Zuzanna Maciejewska Nuria Párrizas Díaz  | Carolina Zeballos Amandine Cazeaux Ekaterina Ivanova Ximena Hermoso         |
| 27 maggio | Sinan Sudas Cup 2013 Adana, Turchia Cemento $10,000 Singolare - Doppio                                                | Zuzana Zlochová 7–5, 6–0                                   | Isabella Šinikova                       | Ol'ha Jančuk Martina Borecká             | Maja Gaverova Julija Stamatova Jana Sizikova Melis Bayraktaroğlu            |
| 27 maggio | Sinan Sudas Cup 2013 Adana, Turchia Cemento $10,000 Singolare - Doppio                                                | Ol'ha Jančuk Zuzana Zlochová 6–2, 7–5                      | Sultan Gönen Julija Stamatova           | Ol'ha Jančuk Martina Borecká             | Maja Gaverova Julija Stamatova Jana Sizikova Melis Bayraktaroğlu            |
| 27 maggio | Head Tail Activewear Women's 2013 Hilton Head Island, Stati Uniti Cemento $10,000 Singolare - Doppio                  | Jana Korolëva 7–5, 6–4                                     | Hayley Carter                           | Hiroko Kuwata Michelle Sammons           | Nelly Ciolkowski Brooke Austin Katerina Stewart Alexis King                 |
| 27 maggio | Head Tail Activewear Women's 2013 Hilton Head Island, Stati Uniti Cemento $10,000 Singolare - Doppio                  | Kristy Frilling Alexandra Mueller 6–3, 6–4                 | Hayley Carter Josie Kuhlman             | Hiroko Kuwata Michelle Sammons           | Nelly Ciolkowski Brooke Austin Katerina Stewart Alexis King                 |
| 27 maggio | Karshi Womens 2013 Karshi, Uzbekistan Cemento $10,000 Singolare - Doppio                                              | Sabina Sharipova 6–2, 6–3                                  | Yang Yi                                 | Ekaterina Jašina Vlada Ėkšibarova        | Valerija Strachova Anastasija Frolova Angelina Gabueva Sharmadu Balu        |
| 27 maggio | Karshi Womens 2013 Karshi, Uzbekistan Cemento $10,000 Singolare - Doppio                                              | Albina Khabibulina Al'ona Sotnikova 6–3, 7–5               | Sabina Sharipova Ekaterina Jašina       | Ekaterina Jašina Vlada Ėkšibarova        | Valerija Strachova Anastasija Frolova Angelina Gabueva Sharmadu Balu        |

## Giugno
| Settimana | Torneo | Vincitrici                                                                     | Finaliste                                    | Semifinaliste                                  | Eliminate ai quarti                                                           |
| --------- | --- | ------------------------------------------------------------------------------ | -------------------------------------------- | ---------------------------------------------- | ----------------------------------------------------------------------------- |
| 3 giugno  | Open GDF SUEZ de Marseille 2013 Marsiglia, Francia Terra rossa $100,000 Singolare – Doppio                                                                            | Andrea Petković 6–4, 6–2                                                       | Anabel Medina Garrigues                      | Polona Hercog Mónica Puig                      | Arantxa Rus Alexandra Cadanțu Claire Feuerstein Paula Ormaechea               |
| 3 giugno  | Open GDF SUEZ de Marseille 2013 Marsiglia, Francia Terra rossa $100,000 Singolare – Doppio                                                                            | Sandra Klemenschits Andreja Klepač 1–6, 6–4, [10–5]                            | Asia Muhammad Allie Will                     | Polona Hercog Mónica Puig                      | Arantxa Rus Alexandra Cadanțu Claire Feuerstein Paula Ormaechea               |
| 3 giugno  | Nottingham Trophy 2013 Nottingham, Regno Unito Erba $75,000 Singolare – Doppio                                                                                        | Petra Martić 6–3, 6–3                                                          | Karolína Plíšková                            | Johanna Konta Sharon Fichman                   | Alison Riske Eléni Daniilídou Irina Falconi Melinda Czink                     |
| 3 giugno  | Nottingham Trophy 2013 Nottingham, Regno Unito Erba $75,000 Singolare – Doppio                                                                                        | Maria Sanchez Nicola Slater 4–6, 6–3, [10–8]                                   | Gabriela Dabrowski Sharon Fichman            | Johanna Konta Sharon Fichman                   | Alison Riske Eléni Daniilídou Irina Falconi Melinda Czink                     |
| 3 giugno  | Internazionali Femminili di Tennis di Brescia 2013 Brescia, Italia Terra rossa $25,000 Singolare - Doppio                                                             | Viktorija Golubic 6–4, 6–4                                                     | Anastasia Grymalska                          | Sofia Shapatava Verónica Cepede Royg           | Aleksandra Krunić Richèl Hogenkamp Storm Sanders Katarzyna Piter              |
| 3 giugno  | Internazionali Femminili di Tennis di Brescia 2013 Brescia, Italia Terra rossa $25,000 Singolare - Doppio                                                             | Monique Adamczak Yurika Sema 6–4, 7–5                                          | Réka-Luca Jani Irina Chromačëva              | Sofia Shapatava Verónica Cepede Royg           | Aleksandra Krunić Richèl Hogenkamp Storm Sanders Katarzyna Piter              |
| 3 giugno  | Agri Open 2013 Ağrı, Turchia Sintetico $25,000 Singolare - Doppio | Ilona Kramen' 6–4, 6–4                                                         | Ana Veselinović                              | Jasmina Tinjić Isabella Šinikova               | Çağla Büyükakçay Justyna Jegiołka Başak Eraydın Melis Sezer                   |
| 3 giugno  | Agri Open 2013 Ağrı, Turchia Sintetico $25,000 Singolare - Doppio | Melis Sezer Jasmina Tinjić 6–4, 3–6, [10–8]                                    | Çağla Büyükakçay Pemra Özgen                 | Jasmina Tinjić Isabella Šinikova               | Çağla Büyükakçay Justyna Jegiołka Başak Eraydın Melis Sezer                   |
| 3 giugno  | ITF Las Cruces Women's Challenger 2013 Las Cruces, Stati Uniti Cemento $25,000 Singolare - Doppio                                                                     | Mayo Hibi 6–3, 6–0                                                             | Petra Rampre                                 | Ashley Weinhold Elizabeth Lumpkin              | Jelena Pandžić Heidi El Tabakh Adriana Pérez Hsu Chieh-yu                     |
| 3 giugno  | ITF Las Cruces Women's Challenger 2013 Las Cruces, Stati Uniti Cemento $25,000 Singolare - Doppio                                                                     | María Fernanda Álvarez Terán Keri Wong 6–2, 6–2                                | Anamika Bhargava Mayo Hibi                   | Ashley Weinhold Elizabeth Lumpkin              | Jelena Pandžić Heidi El Tabakh Adriana Pérez Hsu Chieh-yu                     |
| 3 giugno  | Karshi Womens 2 2013 Qarshi, Uzbekistan Cemento $25,000 Singolare - Doppio                                                                                            | Sabina Sharipova 6–3, 6–3                                                      | Ankita Raina                                 | Yang Yi Veronika Kapšaj                        | Angelina Gabueva Ana Bogdan Nigina Abduraimova Ksenia Palkina                 |
| 3 giugno  | Karshi Womens 2 2013 Qarshi, Uzbekistan Cemento $25,000 Singolare - Doppio                                                                                            | Margarita Gasparjan Palina Pechava 6–2, 6–1                                    | Veronika Kapšaj Teodora Mirčić               | Yang Yi Veronika Kapšaj                        | Angelina Gabueva Ana Bogdan Nigina Abduraimova Ksenia Palkina                 |
| 3 giugno  | Sarajevo Ladies Open 2013 Sarajevo, Bosnia ed Erzegovina Terra rossa $10,000 Singolare - Doppio                                                                       | Tereza Malíková 6–3, 7–5                                                       | Martina Kubičíková                           | Ol'ga Dorošina Xenia Knoll                     | Viktorija Tomova Giulia Sussarello Bianca Koch Pernilla Mendesová             |
| 3 giugno  | Sarajevo Ladies Open 2013 Sarajevo, Bosnia ed Erzegovina Terra rossa $10,000 Singolare - Doppio                                                                       | Ana Bianca Mihaila Kristina Ostojić 7–5, 6–4                                   | Elena-Teodora Cadar Camelia Hristea          | Ol'ga Dorošina Xenia Knoll                     | Viktorija Tomova Giulia Sussarello Bianca Koch Pernilla Mendesová             |
| 3 giugno  | Torneo Tênis Clube de Santos 2013 Santos, Brasile Terra rossa $10,000 Singolare - Doppio                                                                              | Gabriela Cé 7–6(2), 6–2                                                        | Ana Clara Duarte                             | Carla Forte Nathalia Rossi                     | Ivone Alvaro Ivania Martinich Eduarda Piai Nathaly Kurata                     |
| 3 giugno  | Torneo Tênis Clube de Santos 2013 Santos, Brasile Terra rossa $10,000 Singolare - Doppio                                                                              | Andrea Benítez Carla Forte 6–4, 6–1                                            | Ana Clara Duarte Nathaly Kurata              | Carla Forte Nathalia Rossi                     | Ivone Alvaro Ivania Martinich Eduarda Piai Nathaly Kurata                     |
| 3 giugno  | Jolie Ville Golf Women's 21 2013 Sharm el-Sheikh, Egitto Cemento $10,000 Singolare - Doppio                                                                           | Lisa-Maria Moser 6–2, 6–4                                                      | Sylwia Zagórska                              | Vladyslava Zanosiyenko Anastasija Charčenko    | Magy Aziz Sandy Marti Kyra Shroff Manisha Foster                              |
| 3 giugno  | Jolie Ville Golf Women's 21 2013 Sharm el-Sheikh, Egitto Cemento $10,000 Singolare - Doppio                                                                           | Lіdzіja Marozava Kyra Shroff 6–4, 6–2                                          | Alina Micheeva Sylwia Zagórska               | Vladyslava Zanosiyenko Anastasija Charčenko    | Magy Aziz Sandy Marti Kyra Shroff Manisha Foster                              |
| 3 giugno  | Steele Open 2013 Herzliya, Israele Cemento $10,000 Singolare - Doppio                                                                                                 | Deniz Khazaniuk 6–1, 6–4                                                       | Keren Shlomo                                 | Rebecca Peterson Ekaterina Tour                | Malin Ulvefeldt Matilda Hamlin Lee Or Michaela Frlicka                        |
| 3 giugno  | Steele Open 2013 Herzliya, Israele Cemento $10,000 Singolare - Doppio                                                                                                 | Lee Or Keren Shlomo Walkover                                                   | Michaela Frlicka Evgenija Svincova           | Rebecca Peterson Ekaterina Tour                | Malin Ulvefeldt Matilda Hamlin Lee Or Michaela Frlicka                        |
| 3 giugno  | Circuito Riviera Maya 2 2013 Quintana Roo, Messico Cemento $10,000 Singolare - Doppio                                                                                 | Ana Sofía Sánchez 6–3, 6–2                                                     | Montserrat González                          | Akari Inoue Julia Moriarty                     | Andrea Koch Benvenuto Franciasca Segarelli Victoria Bosio Sherazad Benamar    |
| 3 giugno  | Circuito Riviera Maya 2 2013 Quintana Roo, Messico Cemento $10,000 Singolare - Doppio                                                                                 | Akari Inoue Julia Moriarty 5–7, 7–6(4), [12–10]                                | Ana Sofía Sánchez Daniela Schippers          | Akari Inoue Julia Moriarty                     | Andrea Koch Benvenuto Franciasca Segarelli Victoria Bosio Sherazad Benamar    |
| 3 giugno  | Amarante Ladies Open 2013 Amarante, Portogallo Cemento $10,000 Singolare - Doppio                                                                                     | Ximena Hermoso 6–3, 6–2                                                        | Nuria Párrizas Díaz                          | Ekaterina Ivanova Bárbara Luz                  | Ana Belzunce Crompin Océane Adam Olga Sáez Larra Natsumi Chimura              |
| 3 giugno  | Amarante Ladies Open 2013 Amarante, Portogallo Cemento $10,000 Singolare - Doppio                                                                                     | Tess Sugnaux Rita Vilaça 7–5, 7–5                                              | Aranza Salut Carolina Zeballos               | Ekaterina Ivanova Bárbara Luz                  | Ana Belzunce Crompin Océane Adam Olga Sáez Larra Natsumi Chimura              |
| 3 giugno  | ITF Women's Circuit Taipei 2013 Taipei, Taiwan Cemento $10,000 Singolare - Doppio                                                                                     | Lee Ya-hsuan 6(6)–7, 6–2, 6–4                                                  | Kanae Hisami                                 | Chan Chin-wei Hsu Wen-hsin                     | Lee Hua-chen Chen Yi Xu Shilin Chiaki Okadaue                                 |
| 3 giugno  | ITF Women's Circuit Taipei 2013 Taipei, Taiwan Cemento $10,000 Singolare - Doppio                                                                                     | Kao Shao-yuan Lee Hua-chen 4–6, 6–3, [10–7]                                    | Chan Chin-wei Hsu Wen-hsin                   | Chan Chin-wei Hsu Wen-hsin                     | Lee Hua-chen Chen Yi Xu Shilin Chiaki Okadaue                                 |
| 10 giugno | Nottingham Challenge 2013 Nottingham, Regno Unito Erba $50,000 Singolare – Doppio                                                                                     | Elena Baltacha 7–5, 7–6(7)                                                     | Tadeja Majerič                               | Nastassja Burnett Miki Miyamura                | Barbora Záhlavová-Strýcová Madison Brengle Stéphanie Dubois Petra Martić      |
| 10 giugno | Nottingham Challenge 2013 Nottingham, Regno Unito Erba $50,000 Singolare – Doppio                                                                                     | Julie Coin Stéphanie Foretz Gacon 6–2, 6–4                                     | Julia Glushko Erika Sema                     | Nastassja Burnett Miki Miyamura                | Barbora Záhlavová-Strýcová Madison Brengle Stéphanie Dubois Petra Martić      |
| 10 giugno | Padova Challenge Open 2013 Padova, Italia Terra rossa $25,000 Singolare - Doppio                                                                                      | Irina Chromačëva 6–2, 6–3                                                      | Patricia Mayr-Achleitner                     | Cristina Dinu Kristína Kučová                  | Anastasia Grymalska Verónica Cepede Royg Paula Kania Renata Voráčová          |
| 10 giugno | Padova Challenge Open 2013 Padova, Italia Terra rossa $25,000 Singolare - Doppio                                                                                      | Paula Kania Irina Chromačëva 6–3, 6–1                                          | Cristina Dinu Maša Zec Peškirič              | Cristina Dinu Kristína Kučová                  | Anastasia Grymalska Verónica Cepede Royg Paula Kania Renata Voráčová          |
| 10 giugno | Bukhara Womens 2013 Bukhara, Uzbekistan Cemento $25,000 Singolare - Doppio                                                                                            | Miharu Imanishi 7–5, 7–5                                                       | Nigina Abduraimova                           | Valentina Ivachnenko Amra Sadiković            | Ana Bogdan Veronika Kapšaj Mari Tanaka Palina Pechava                         |
| 10 giugno | Bukhara Womens 2013 Bukhara, Uzbekistan Cemento $25,000 Singolare - Doppio                                                                                            | Eri Hozumi Makoto Ninomiya 3–6, 7–5, [10–8]                                    | Angelina Gabueva Veronika Kapšaj             | Valentina Ivachnenko Amra Sadiković            | Ana Bogdan Veronika Kapšaj Mari Tanaka Palina Pechava                         |
| 10 giugno | Jolie Ville Golf Women's 22 2013 Sharm el-Sheikh, Egitto Cemento $10,000 Singolare - Doppio                                                                           | Alina Micheeva 6–4, 6–4                                                        | Lisa-Maria Moser                             | Valeria Prosperi Anna Morgina                  | Pia König Ksenija Dmitrieva Csilla Argyelán Jeannine Prentner                 |
| 10 giugno | Jolie Ville Golf Women's 22 2013 Sharm el-Sheikh, Egitto Cemento $10,000 Singolare - Doppio                                                                           | Sowjanya Bavisetti Anna Morgina 6–1, 3–6, [10–6]                               | Dalila Jakupovič Kyra Shroff                 | Valeria Prosperi Anna Morgina                  | Pia König Ksenija Dmitrieva Csilla Argyelán Jeannine Prentner                 |
| 10 giugno | TVN Open 2013 Essen, Germania Terra rossa $10,000 Singolare - Doppio                                                                                                  | Michaela Hončová 6–2, 6–2                                                      | Chantal Škamlová                             | Jil Belen Teichmann Laura-Ioana Andrei         | Maria Fernanda Alves Martina Borecká Carolin Daniels Irina Ramialison         |
| 10 giugno | TVN Open 2013 Essen, Germania Terra rossa $10,000 Singolare - Doppio                                                                                                  | Evgenija Paškova Anastasіja Vasyl'jeva 7–5, 6–4                                | Irina Ramialison Constance Sibille           | Jil Belen Teichmann Laura-Ioana Andrei         | Maria Fernanda Alves Martina Borecká Carolin Daniels Irina Ramialison         |
| 10 giugno | Circuito Riviera Maya 3 2013 Quintana Roo, Messico Cemento $10,000 Singolare - Doppio                                                                                 | Ana Sofía Sánchez 6–1, 6–3                                                     | Marcela Zacarías                             | Montserrat González Carolina Betancourt        | Zoe Gwen Scandalis Sherazad Benamar Akari Inoue Andrea Koch Benvenuto         |
| 10 giugno | Circuito Riviera Maya 3 2013 Quintana Roo, Messico Cemento $10,000 Singolare - Doppio                                                                                 | Macall Harkins Zoe Gwen Scandalis 6–4, 3–6, [10–6]                             | Victoria Bosio Montserrat González           | Montserrat González Carolina Betancourt        | Zoe Gwen Scandalis Sherazad Benamar Akari Inoue Andrea Koch Benvenuto         |
| 10 giugno | Amstelveen Future Tournament 2013 Amstelveen, Paesi Bassi Terra rossa $10,000 Singolare - Doppio                                                                      | Ysaline Bonaventure 6–4, 6–2                                                   | Cindy Burger                                 | Bernarda Pera Tayisiya Morderger               | Valeria Podda Maurien Rikkert Gaia Sanesi Karin Kennel                        |
| 10 giugno | Amstelveen Future Tournament 2013 Amstelveen, Paesi Bassi Terra rossa $10,000 Singolare - Doppio                                                                      | Tereza Malíková Alina Wessel 6–0, 6–3                                          | Valeria Podda Rosalie van der Hoek           | Bernarda Pera Tayisiya Morderger               | Valeria Podda Maurien Rikkert Gaia Sanesi Karin Kennel                        |
| 10 giugno | OVS Ladies Open 2013 Guimarães, Portogallo Cemento $10,000 Singolare - Doppio                                                                                         | Clothilde de Bernardi 6–0, 6–2                                                 | Ximena Hermoso                               | Ana Belzunce Crompin Arabela Fernández Rabener | Pilar Domínguez López Ekaterina Ivanova Olga Sáez Larra Natalia Siedliska     |
| 10 giugno | OVS Ladies Open 2013 Guimarães, Portogallo Cemento $10,000 Singolare - Doppio                                                                                         | Natela Dzalamidze Arabela Fernández Rabener 3–6, 6–3, [10–3]                   | Tess Sugnaux Rita Vilaça                     | Ana Belzunce Crompin Arabela Fernández Rabener | Pilar Domínguez López Ekaterina Ivanova Olga Sáez Larra Natalia Siedliska     |
| 10 giugno | ITF Gimcheon Women's Challenger Tennis 2013 Gimcheon, Corea del Sud Cemento $10,000 Singolare - Doppio                                                                | Lee Ye-ra 6(3)–7, 6–2, 6–0                                                     | Kim Na-ri                                    | Zhao Di Jang Su-jeong                          | Kim Sun-jung Kim Ju-eun Han Na-lae Kim So-jung                                |
| 10 giugno | ITF Gimcheon Women's Challenger Tennis 2013 Gimcheon, Corea del Sud Cemento $10,000 Singolare - Doppio                                                                | Kim Na-ri Lee Ye-ra 6–3, 6–3                                                   | Jang Su-jeong Riko Sawayanagi                | Zhao Di Jang Su-jeong                          | Kim Sun-jung Kim Ju-eun Han Na-lae Kim So-jung                                |
| 10 giugno | Lale Cup 2 2013 Istanbul, Turchia Cemento $10,000 Singolare - Doppio                                                                                                  | Başak Eraydın 6–3, 6–4                                                         | Darya Lebesheva                              | Melis Sezer Jasmina Tinjić                     | İpek Soylu Šachlo Sajdova Miyabi Inoue Julija Stamatova                       |
| 10 giugno | Lale Cup 2 2013 Istanbul, Turchia Cemento $10,000 Singolare - Doppio                                                                                                  | Melis Sezer İpek Soylu 6–4, rit.                                               | Başak Eraydın Jasmina Tinjić                 | Melis Sezer Jasmina Tinjić                     | İpek Soylu Šachlo Sajdova Miyabi Inoue Julija Stamatova                       |
| 10 giugno | Resortquest Pro Women's Open At Sea Colony 2013 Bethany Beach, Stati Uniti Terra rossa $10,000 Singolare - Doppio                                                     | Brianna Morgan 7–6(3), 6–3                                                     | Jessica Moore                                | Peggy Porter Brooke Austin                     | Elisabeth Fournier Lena Litvak Kelsey Laurente Jacqueline Cako                |
| 10 giugno | Resortquest Pro Women's Open At Sea Colony 2013 Bethany Beach, Stati Uniti Terra rossa $10,000 Singolare - Doppio                                                     | Lindsey Cementoenbergh Peggy Porter 6–1, 6–4                                   | Denise Muresan Jacqueline Wu                 | Peggy Porter Brooke Austin                     | Elisabeth Fournier Lena Litvak Kelsey Laurente Jacqueline Cako                |
| 17 giugno | Open GDF SUEZ Montpellier 2013 Montpellier, Francia Terra rossa $25,000 Singolare - Doppio                                                                            | Ana Konjuh 6–3, 6–1                                                            | Irina Chromačëva                             | Elica Kostova Irina Ramialison                 | Inés Ferrer Suárez Jana Bučina Alix Collombon Myrtille Georges                |
| 17 giugno | Open GDF SUEZ Montpellier 2013 Montpellier, Francia Terra rossa $25,000 Singolare - Doppio                                                                            | Irina Chromačëva Renata Voráčová 6–1, 6–4                                      | Inés Ferrer Suárez Paula Cristina Gonçalves  | Elica Kostova Irina Ramialison                 | Inés Ferrer Suárez Jana Bučina Alix Collombon Myrtille Georges                |
| 17 giugno | Swedish Ladies Ystad 2013 Ystad, Svezia Terra rossa $25,000 Singolare - Doppio                                                                                        | Danka Kovinić 6–3, 6–3                                                         | Melanie Klaffner                             | Kristina Barrois Pemra Özgen                   | Varvara Flink Ysaline Bonaventure Alizé Lim Ilona Kramen'                     |
| 17 giugno | Swedish Ladies Ystad 2013 Ystad, Svezia Terra rossa $25,000 Singolare - Doppio                                                                                        | Kristina Barrois Lina Stančiūtė 6–4, 7–5                                       | Monique Adamczak Pemra Özgen                 | Kristina Barrois Pemra Özgen                   | Varvara Flink Ysaline Bonaventure Alizé Lim Ilona Kramen'                     |
| 17 giugno | Lenzerheide Open 2013 Lenzerheide, Svizzera Terra rossa $25,000 Singolare - Doppio                                                                                    | Laura Siegemund 6–2, 6–3                                                       | Beatriz Haddad Maia                          | Belinda Bencic Storm Sanders                   | Maša Zec Peškirič Kateřina Siniaková Imane Maëlle Kocher Sofia Shapatava      |
| 17 giugno | Lenzerheide Open 2013 Lenzerheide, Svizzera Terra rossa $25,000 Singolare - Doppio                                                                                    | Belinda Bencic Kateřina Siniaková 6–0, 6–2                                     | Veronika Kudermetova Diāna Marcinkēviča      | Belinda Bencic Storm Sanders                   | Maša Zec Peškirič Kateřina Siniaková Imane Maëlle Kocher Sofia Shapatava      |
| 17 giugno | Jolie Ville Golf Women's 23 2013 Sharm el-Sheikh, Egitto Cemento $10,000 Singolare - Doppio                                                                           | Susanne Celik 6–4, 6–0                                                         | Pia König                                    | Dalila Jakupovič Sowjanya Bavisetti            | Barbora Štefková Anna Dollar Madrie Le Roux Eleni Kordolaimi                  |
| 17 giugno | Jolie Ville Golf Women's 23 2013 Sharm el-Sheikh, Egitto Cemento $10,000 Singolare - Doppio                                                                           | Alessia Camplone Valeria Prosperi 6–4, 7–5                                     | Mai El Kamash Madrie Le Roux                 | Dalila Jakupovič Sowjanya Bavisetti            | Barbora Štefková Anna Dollar Madrie Le Roux Eleni Kordolaimi                  |
| 17 giugno | Sommercup Koeln 2013 Colonia, Germania Terra rossa $10,000 Singolare - Doppio                                                                                         | Antonia Lottner 4–6, 6–4, 7–5                                                  | Anastasіja Vasyl'jeva                        | Anna Zaja Karin Morgošová                      | Alice Balducci Dalija Zafirova Eva Wacanno Diana Šumová                       |
| 17 giugno | Sommercup Koeln 2013 Colonia, Germania Terra rossa $10,000 Singolare - Doppio                                                                                         | Evgenija Paškova Anastasіja Vasyl'jeva 6–3, 5–7, [10–6]                        | Tamara Čurović Antonia Lottner               | Anna Zaja Karin Morgošová                      | Alice Balducci Dalija Zafirova Eva Wacanno Diana Šumová                       |
| 17 giugno | Tokyo Ariake International Ladies Open 2013 Tokyo, Giappone Cemento $10,000 Singolare - Doppio                                                                        | Shiho Akita 6–4, 6–4                                                           | Akiko Yonemura                               | Emi Mutaguchi Hiroko Kuwata                    | Eri Hozumi Nao Hibino Chiaki Okadaue Kumiko Iijima                            |
| 17 giugno | Tokyo Ariake International Ladies Open 2013 Tokyo, Giappone Cemento $10,000 Singolare - Doppio                                                                        | Yuka Mori Makoto Ninomiya 6–4, 6–3                                             | Kumiko Iijima Akiko Yonemura                 | Emi Mutaguchi Hiroko Kuwata                    | Eri Hozumi Nao Hibino Chiaki Okadaue Kumiko Iijima                            |
| 17 giugno | Almaty Womens 2013 Almaty, Kazakhstan Terra rossa $10,000 Singolare - Doppio                                                                                          | Anastasija Rudakova 7–6(1), 6–4                                                | Yelena Nemchen                               | Kamila Kerimbajeva Tamara Bižukova             | Viktorija Klimuškina Anna Koval' Nastas'ja Rubel' Dar'ja Lodikova             |
| 17 giugno | Almaty Womens 2013 Almaty, Kazakhstan Terra rossa $10,000 Singolare - Doppio                                                                                          | Margarita Lazareva Ekaterina Jašina 7–5, 2–6, [10–3]                           | Ivanka Karamalak Anna Koval'                 | Kamila Kerimbajeva Tamara Bižukova             | Viktorija Klimuškina Anna Koval' Nastas'ja Rubel' Dar'ja Lodikova             |
| 17 giugno | Future Alkmaar 2013 Alkmaar, Paesi Bassi Terra rossa $10,000 Singolare - Doppio                                                                                       | Bernarda Pera 6–1, 6–2                                                         | Natalija Kostić                              | Valeria Podda Tereza Malíková                  | Petra Krejsová Bernice van de Velde Cindy Burger Mandy Wagemaker              |
| 17 giugno | Future Alkmaar 2013 Alkmaar, Paesi Bassi Terra rossa $10,000 Singolare - Doppio                                                                                       | Kim van der Horst Monique Zuur 6–3, 7–6(5)                                     | Bernarda Pera Gaia Sanesi                    | Valeria Podda Tereza Malíková                  | Petra Krejsová Bernice van de Velde Cindy Burger Mandy Wagemaker              |
| 17 giugno | ITF Women's Circuit Bucharest 2013 Bucarest, Romania Terra rossa $10,000 Singolare - Doppio                                                                           | Irina Maria Bara 6–4, 6–4                                                      | Laura-Ioana Andrei                           | Ioana Loredana Roșca Michaela Boev             | Ioana Ducu Arabela Fernández Rabener Elena Gabriela Ruse Patricia Lancranjan  |
| 17 giugno | ITF Women's Circuit Bucharest 2013 Bucarest, Romania Terra rossa $10,000 Singolare - Doppio                                                                           | Laura-Ioana Andrei Raluca Elena Platon 6–2, 7–6(2)                             | Raluca Ciufrilă Andreea Ghițescu             | Ioana Loredana Roșca Michaela Boev             | Ioana Ducu Arabela Fernández Rabener Elena Gabriela Ruse Patricia Lancranjan  |
| 17 giugno | Nis Open 2013 Niš, Serbia Terra rossa $10,000 Singolare - Doppio | Ivana Đorović 6–4, 4–6, 6–3                                                    | Doroteja Erić                                | Lina Ǵorčeska Borislava Botušarova             | Viktorija Rajicic Katarina Jokić Vivian Zlatanova Stephanie Mariel Petit      |
| 17 giugno | Nis Open 2013 Niš, Serbia Terra rossa $10,000 Singolare - Doppio | Viktorija Rajicic Viktorija Tomova 6–1, 6–2                                    | Nerma Ćaluk Tjaša Šrimpf                     | Lina Ǵorčeska Borislava Botušarova             | Viktorija Rajicic Katarina Jokić Vivian Zlatanova Stephanie Mariel Petit      |
| 17 giugno | ITF Gimcheon Women's Challenger Tennis 2 2013 Gimcheon, Corea del Sud Cemento $10,000 Singolare - Doppio                                                              | Lee Ye-ra 6–2, 2–6, 6–4                                                        | Yoo Mi                                       | Kang Seo-kyung Hong Seung-yeon                 | Zhao Di Kim Na-ri Jang Su-jeong Haruka Kaji                                   |
| 17 giugno | ITF Gimcheon Women's Challenger Tennis 2 2013 Gimcheon, Corea del Sud Cemento $10,000 Singolare - Doppio                                                              | Kang Seo-kyung Kim Ji-young 7–5, 6–1                                           | Jang Su-jeong Riko Sawayanagi                | Kang Seo-kyung Hong Seung-yeon                 | Zhao Di Kim Na-ri Jang Su-jeong Haruka Kaji                                   |
| 17 giugno | Yesilyurt Sport Club 2013 Istanbul, Turchia Cemento $10,000 Singolare - Doppio                                                                                        | Dar'ja Lebeševa 7–6(1), 6–4                                                    | Miyabi Inoue                                 | Dunja Stamenković Lіdzіja Marozava             | Anita Husarić Abbie Myers Christina Shakovets Polina Lejkina                  |
| 17 giugno | Yesilyurt Sport Club 2013 Istanbul, Turchia Cemento $10,000 Singolare - Doppio                                                                                        | Christina Shakovets Julija Stamatova 6–2, 6–0                                  | Polina Lejkina Lіdzіja Marozava              | Dunja Stamenković Lіdzіja Marozava             | Anita Husarić Abbie Myers Christina Shakovets Polina Lejkina                  |
| 17 giugno | Sargent and Collind LLP Women's Championships 2013 Buffalo, Stati Uniti Terra rossa $10,000 Singolare - Doppio                                                        | Alexandra Mueller 7–5, 6–4                                                     | Alisa Klejbanova                             | Sachie Ishizu Sherazad Benamar                 | Sonja Molnar Jillian O'Neill Caitlin Whoriskey Jessica Moore                  |
| 17 giugno | Sargent and Collind LLP Women's Championships 2013 Buffalo, Stati Uniti Terra rossa $10,000 Singolare - Doppio                                                        | Emily Harman Alexandra Mueller 4–6, 6–3, [10–7]                                | Sachie Ishizu Denise Starr                   | Sachie Ishizu Sherazad Benamar                 | Sonja Molnar Jillian O'Neill Caitlin Whoriskey Jessica Moore                  |
| 24 giugno | Tianyoude Cup 2013 Huzhu, Cina Terra rossa $25,000 Singolare - Doppio                                                                                                 | Barbara Bonić 6–2, 6–4                                                         | Chan Chin-wei                                | Zhao Xiao Xu Yifan                             | Zhou Yimiao Guo Lu Liu Fangzhou Wang Xiyao                                    |
| 24 giugno | Tianyoude Cup 2013 Huzhu, Cina Terra rossa $25,000 Singolare - Doppio                                                                                                 | Chan Chin-wei Sun Shengnan 6–4, 6–3                                            | Liu Chang Zhou Yimiao                        | Zhao Xiao Xu Yifan                             | Zhou Yimiao Guo Lu Liu Fangzhou Wang Xiyao                                    |
| 24 giugno | Smart Card Open Monet+ 2013 Zlín, Repubblica Ceca Terra rossa $25,000 Singolare - Doppio                                                                              | Melanie Klaffner 6–3, 6–2                                                      | Kristína Kučová                              | Katarzyna Kawa Katarzyna Piter                 | Réka-Luca Jani Denisa Allertová Anna Zaja Paula Kania                         |
| 24 giugno | Smart Card Open Monet+ 2013 Zlín, Repubblica Ceca Terra rossa $25,000 Singolare - Doppio                                                                              | Martina Borecká Tereza Smitková 6–1, 5–7, [10–8]                               | Paula Kania Katarzyna Piter                  | Katarzyna Kawa Katarzyna Piter                 | Réka-Luca Jani Denisa Allertová Anna Zaja Paula Kania                         |
| 24 giugno | Open GDF SUEZ du Périgord 2013 Périgueux, Francia Terra rossa $25,000 Singolare - Doppio                                                                              | Teliana Pereira 6–1, 6–4                                                       | Daniela Seguel                               | Aljaksandra Sasnovič Alberta Brianti           | Paula Cristina Gonçalves Laëtitia Sarrazin Margalita Chakhnašvili Tatiana Búa |
| 24 giugno | Open GDF SUEZ du Périgord 2013 Périgueux, Francia Terra rossa $25,000 Singolare - Doppio                                                                              | Michaela Hončová Laura Thorpe 7–6(3), 6–1                                      | Anna Katalina Alzate Esmurzaeva Dia Evtimova | Aljaksandra Sasnovič Alberta Brianti           | Paula Cristina Gonçalves Laëtitia Sarrazin Margalita Chakhnašvili Tatiana Búa |
| 24 giugno | Internationaler Württembergische Damen-Tennis-Meisterschaften um den Stuttgarter Stadtpokal 2013 Stoccarda-Vaihingen, Germania Terra rossa $25,000 Singolare - Doppio | Laura Siegemund 6–3, 3–6, 7–6(4)                                               | Viktorija Golubic                            | Karin Morgošová Antonia Lottner                | Sandra Zaniewska Beatriz Haddad Maia Myrtille Georges Sofia Shapatava         |
| 24 giugno | Internationaler Württembergische Damen-Tennis-Meisterschaften um den Stuttgarter Stadtpokal 2013 Stoccarda-Vaihingen, Germania Terra rossa $25,000 Singolare - Doppio | Kristina Barrois Laura Siegemund 7–6(1), 6–4                                   | Stephanie Vogt Sandra Zaniewska              | Karin Morgošová Antonia Lottner                | Sandra Zaniewska Beatriz Haddad Maia Myrtille Georges Sofia Shapatava         |
| 24 giugno | Rolls Royce Women's Cup Kristinehamn 2013 Kristinehamn, Svezia Terra rossa $25,000 Singolare - Doppio                                                                 | Danka Kovinić 6–1, 7–5                                                         | Jasmina Tinjić                               | Marina Mel'nikova Jovana Jakšić                | Rebecca Peterson Tetjana Arefyeva Majja Kacitadze Alizé Lim                   |
| 24 giugno | Rolls Royce Women's Cup Kristinehamn 2013 Kristinehamn, Svezia Terra rossa $25,000 Singolare - Doppio                                                                 | Anna Danilina Ol'ga Dorošina 7–5, 6–3                                          | Julia Cohen Alizé Lim                        | Marina Mel'nikova Jovana Jakšić                | Rebecca Peterson Tetjana Arefyeva Majja Kacitadze Alizé Lim                   |
| 24 giugno | Jolie Ville Golf Women's 24 2013 Sharm el-Sheikh, Egitto Cemento $10,000 Singolare - Doppio                                                                           | Despoina Vogasari 6–4, 6–4                                                     | Madrie Le Roux                               | Julija Valetova Ljudmila Vasil'eva             | Giorgia Pinto Pauline Payet Susanne Celik Valeria Prosperi                    |
| 24 giugno | Jolie Ville Golf Women's 24 2013 Sharm el-Sheikh, Egitto Cemento $10,000 Singolare - Doppio                                                                           | Mai El Kamash Madrie Le Roux 6–2, 2–6, [10–1]                                  | Polina Monova Julija Valetova                | Julija Valetova Ljudmila Vasil'eva             | Giorgia Pinto Pauline Payet Susanne Celik Valeria Prosperi                    |
| 24 giugno | ITF Women's Circuit New Delhi 2013 New Delhi, India Cemento $10,000 Singolare - Doppio                                                                                | Ankita Raina 6–3, 6–2                                                          | Eetee Maheta                                 | Natasha Palha Shweta Rana                      | Shreya Pasricha Ambika Pande Rishika Sunkara Prarthana Thombare               |
| 24 giugno | ITF Women's Circuit New Delhi 2013 New Delhi, India Cemento $10,000 Singolare - Doppio                                                                                | Rishika Sunkara Naomi Totka 6–4, 4–6, [13–11]                                  | Natasha Palha Prarthana Thombare             | Natasha Palha Shweta Rana                      | Shreya Pasricha Ambika Pande Rishika Sunkara Prarthana Thombare               |
| 24 giugno | SMA Cup Sant'Elia 2013 Roma, Italia Terra rossa $10,000 Singolare - Doppio                                                                                            | Martina Caregaro 6–2, 6–3                                                      | Jasmine Paolini                              | Giulia Sussarello Ani Amiraghyan               | Marina Šamajko Tess Sugnaux Fatma Al-Nabhani Carolina Pillot                  |
| 24 giugno | SMA Cup Sant'Elia 2013 Roma, Italia Terra rossa $10,000 Singolare - Doppio                                                                                            | Martina di Giuseppe Bianca Hîncu 6–1, 6–3                                      | Claudia Giovine Jasmine Paolini              | Giulia Sussarello Ani Amiraghyan               | Marina Šamajko Tess Sugnaux Fatma Al-Nabhani Carolina Pillot                  |
| 24 giugno | Shymkent Womens 2 2013 Shymkent, Kazakhstan Terra rossa $10,000 Singolare - Doppio                                                                                    | Margarita Lazareva 5–7, 6–4, 6–2                                               | Dar'ja Lodikova                              | Anna Grigorjan Tamara Bižukova                 | Anna Koval' Kamila Kerimbajeva Anastasija Rudakova Polina Merenkova           |
| 24 giugno | Shymkent Womens 2 2013 Shymkent, Kazakhstan Terra rossa $10,000 Singolare - Doppio                                                                                    | Veronika Kudermetova Margarita Lazareva 6–4, 6–2                               | Ekaterina Gubanova Dar'ja Lodikova           | Anna Grigorjan Tamara Bižukova                 | Anna Koval' Kamila Kerimbajeva Anastasija Rudakova Polina Merenkova           |
| 24 giugno | Breda Future 2013 Breda, Paesi Bassi Terra rossa $10,000 Singolare - Doppio                                                                                           | Bernarda Pera 6–4, 4–6, 6–0                                                    | Isabella Šinikova                            | Anastasіja Vasyl'jeva Vivian Heisen            | Kelly Versteeg Petra Krejsová Svjatlana Piraženka Lisanne van Riet            |
| 24 giugno | Breda Future 2013 Breda, Paesi Bassi Terra rossa $10,000 Singolare - Doppio                                                                                           | María Fernanda Herazo González María Paulina Pérez García 1–6, 7–6(2), [12–10] | Elke Lemmens Svjatlana Piraženka             | Anastasіja Vasyl'jeva Vivian Heisen            | Kelly Versteeg Petra Krejsová Svjatlana Piraženka Lisanne van Riet            |
| 24 giugno | ITF Women's Instirig Cup 2013 Balș, Romania Terra rossa $10,000 Singolare - Doppio                                                                                    | Laura-Ioana Andrei 6(3)–7, 7–6(4), 7–6(3)                                      | Anastasia Vdovenco                           | Elena-Teodora Cadar Raluca Elena Platon        | Nicoleta-Cătălina Dascălu Michaela Boev Gabriela Talaba Camelia Hristea       |
| 24 giugno | ITF Women's Instirig Cup 2013 Balș, Romania Terra rossa $10,000 Singolare - Doppio                                                                                    | Jaqueline Adina Cristian Raluca Elena Platon 7–6(4), 6–4                       | Oana Georgeta Simion Gabriela Talaba         | Elena-Teodora Cadar Raluca Elena Platon        | Nicoleta-Cătălina Dascălu Michaela Boev Gabriela Talaba Camelia Hristea       |
| 24 giugno | ITF Women's Circuit Prokuplje 2013 Prokuplje, Serbia Terra rossa $10,000 Singolare - Doppio                                                                           | Marina Kačar 6–4, 6–3                                                          | Ema Mikulčić                                 | Viktorija Rajicic Viktorija Tomova             | Dejana Raickovic Chantal Škamlová Milana Špremo Hülya Esen                    |
| 24 giugno | ITF Women's Circuit Prokuplje 2013 Prokuplje, Serbia Terra rossa $10,000 Singolare - Doppio                                                                           | Viktorija Rajicic Viktorija Tomova 6–2, 7–5                                    | Ema Mikulčić Dejana Raickovic                | Viktorija Rajicic Viktorija Tomova             | Dejana Raickovic Chantal Škamlová Milana Špremo Hülya Esen                    |
| 24 giugno | ITF Gimcheon Women's Challenger Tennis 3 2013 Gimcheon, Corea del Sud Cemento $10,000 Singolare - Doppio                                                              | Zhao Di 4–6, 6–2, 6–3                                                          | Zhang Ling                                   | Jang Su-jeong Lee Ye-ra                        | Riko Sawayanagi Yoo Mi Kang Seo-kyung Yang Zi                                 |
| 24 giugno | ITF Gimcheon Women's Challenger Tennis 3 2013 Gimcheon, Corea del Sud Cemento $10,000 Singolare - Doppio                                                              | Han Na-lae Yoo Mi 6–3, 6–3                                                     | Kim Yun-hee Yoo Jin                          | Jang Su-jeong Lee Ye-ra                        | Riko Sawayanagi Yoo Mi Kang Seo-kyung Yang Zi                                 |
| 24 giugno | ITF Women's Circuit Melilla 2013 Melilla, Spagna Cemento $10,000 Singolare - Doppio                                                                                   | Clothilde de Bernardi 7–5, 6–4                                                 | Lucía Cervera Vázquez                        | Nuria Párrizas Díaz Ainhoa Atucha Gómez        | Pilar Domínguez López Mayar Sherif Diana Stomlega Alina Wessel                |
| 24 giugno | ITF Women's Circuit Melilla 2013 Melilla, Spagna Cemento $10,000 Singolare - Doppio                                                                                   | Lucía Cervera Vázquez Pilar Domínguez López 6–3, 6–4                           | Vanda Lukács Mayar Sherif                    | Nuria Párrizas Díaz Ainhoa Atucha Gómez        | Pilar Domínguez López Mayar Sherif Diana Stomlega Alina Wessel                |
| 24 giugno | ITF Women's Circuit Bangkok 2013 Bangkok, Thailandia Cemento $10,000 Singolare - Doppio                                                                               | Peangtarn Plipuech 6–0, 6–1                                                    | Nungnadda Wannasuk                           | Ayu Fani Damayanti Lu Jiajing                  | Apichaya Runglerdkriangkrai Shiho Akita Lavinia Tananta Lee Pei-chi           |
| 24 giugno | ITF Women's Circuit Bangkok 2013 Bangkok, Thailandia Cemento $10,000 Singolare - Doppio                                                                               | Ayu Fani Damayanti Lavinia Tananta 1–6, 6–4, [10–6]                            | Shiho Akita Akari Inoue                      | Ayu Fani Damayanti Lu Jiajing                  | Apichaya Runglerdkriangkrai Shiho Akita Lavinia Tananta Lee Pei-chi           |
| 24 giugno | Lacoste Dalyan Cup 2013 Istanbul, Turchia Cemento $10,000 Singolare - Doppio                                                                                          | Miyabi Inoue 6–3, 6–4                                                          | Agni Stefanou                                | Lіdzіja Marozava Caroline Romeo                | Anette Munozova Abbie Myers Nicole Hoynaski Polina Lejkina                    |
| 24 giugno | Lacoste Dalyan Cup 2013 Istanbul, Turchia Cemento $10,000 Singolare - Doppio                                                                                          | Mana Ayukawa Tomoko Dokei 6–4, 7–6(6)                                          | Nicole Hoynaski Abbie Myers                  | Lіdzіja Marozava Caroline Romeo                | Anette Munozova Abbie Myers Nicole Hoynaski Polina Lejkina                    |